# トランスフォーマー ギャラクシーフォース
『トランスフォーマー ギャラクシーフォース』は、トランスフォーマーシリーズのテレビアニメ作品。ロボットのみ3DCGで製作されている。2005年1月8日から同年12月31日まで、テレビ愛知製作・テレビ東京系列にて放送。

## 概要
これまでのトランスフォーマーシリーズが放送されていた毎週金曜日18時00分スタートの時間枠から、トランスフォーマーシリーズ初の朝放送となる毎週土曜日8時00分スタートへと時間枠を移動しての放送となる（ただし、一部地域では放送時間が異なる）。また、今までのテレビ東京のネット枠から、テレビ愛知のネット枠へと変更された。
本作品は国内では新規シリーズ、海外では前作『スーパーリンク』の後日談と、設定などがこれまで以上に大幅に異なっている。いわゆる『マイクロン三部作』（『超ロボット生命体トランスフォーマー マイクロン伝説』、『トランスフォーマー スーパーリンク』、『ギャラクシーフォース』）の第3作（最終作）である。

## ストーリー
突如出現したグランドブラックホール。セイバートロン星は飲み込まれる危機に陥っていた。サイバトロンの総司令官ギャラクシーコンボイは地球への避難を決意。しかし、そのことは地球には極秘のため、地球の乗り物をスキャンして紛れ込むことにした。
そこに突然現れた時空の番人ベクタープライム。この宇宙を救うには、創造主であるプライマスのスパーク（魂）から創られた4つのプラネットフォースとそれを収めるチップスクエアが必要と説く。突然の事態に困惑する中、デストロンの破壊大帝マスターメガトロンが現れ、プラネットフォースのありかを示したマップを強奪。また、その部下であるスタースクリームの攻撃により、仲間のガードシェルがグランドブラックホールに飲み込まれてしまう。
一方、地球ではガードシェルが山奥に激突する。彼はグランドブラックホールに飲み込まれる直前にベクタープライムの手により地球にワープさせられた。地球の少年コビーたちに修理されるガードシェル。そして次々と合流するサイバトロン。彼らはコビーたちと協力し、地球に避難、親睦を深める。
戦いの最中、フォースチップを自分の身体のチップスロットにイグニッション（挿入）することにより、新たな力を発揮できることを知った両軍。宇宙を舞台にプラネットフォースを巡り、サイバトロンとデストロンの戦いはさらに激化してゆく。

## 登場キャラクター
声優は、日本語版 / 英語版。全長・重量、スピードはDVDブックレットに基づく。

### トランスフォーマー

#### サイバトロン / Autobots
総司令官 ギャラクシーコンボイ / Optimus Prime
声 - 楠大典 / ゲイリー・チョーク
- 全長：5.0m 重量：10.0t スピード：時速750キロ（ビークルモード時）、マッハ4（フライトモード時） パワー：200万馬力

サイバトロン総司令官。消防車と飛行用のフライトモードに変形する。武器はコンボイガンと後部ビークルが単体で変形したギャラクシーキャノン（合体でスーパーモード（全長：6.0m 重量：15.0t）にパワーアップ可能）。
一人称は「私」。胸部にはマトリクスが収納されている。消防車だけあって、吸水もできるため、タンクは水を酸素と水素に分解できるので、その量に際限はない。
誠実で責任感が強いが、仲間の笑いの渦には積極的に入り、ごくたまに自分から冗談を言うこともある。また、第8話でドレッドロックの「我々のことはコスプレだということにすれば良いのでは」というジョークを真に受けるなど、少々天然ボケ気味な一面も見せた（特に次回予告では本編の外ということもあり、「フォースチップ、イグニッション！」の掛け声を唯一行うなどと半ばやりたい放題だった）。
当初は「他の惑星の迷惑行為として現地住民と接触するな！」という方針を掲げ、プラネットフォースの探索へ向かう部下にも他の惑星の迷惑行為として現地住民との接触を禁じる目的はあったとはいえ、融通の利かないところがあったが、現地住民と交流して友情を結び、大きな成果を挙げていくのを見て考えを改めていった。
第37話ではコビーとローリが彼らの両親にトランスフォーマーたちやグランドブラックホール、バドのことを否定されつつも説明していることを知って彼らの両親の前でも特別にトランスフォームを披露してさらに具体的な説明と交渉を行い、「子供たちの安全は、私が命に代えても守ります」と伝え、第41話でもマスターガルバトロンの電撃攻撃からも彼らを守った。
第51話では自分の戦いに決着をつけるべく、マスターガルバトロンとの激闘に挑み、両者互角に渡り合うも、ベクタープライムのスパークから託されたベクターソードを装備し、その一撃で勝利を収めた。
最終話である第52話ではセイバートロン星で各惑星の代表を迎え、新スペースブリッジ建設計画を提案し、宇宙連合の議長をサイバトロン総司令官代理であるドレッドロックに任せ、ガードシェルとデモリッシャーとバックギルドとファストガンナーと共に新スペースブリッジ建設隊出発前にソニックボンバーの通信でスタースクリームの生存を知り、ガードシェルとデモリッシャーを新スペースブリッジ建設隊から外し、彼らにスタースクリーム探索を許可し、彼らと握手を交わして別れ、バドからマップを返却され、新スペースブリッジ建設隊のリーダーとしてルーツとバックギルドとファストガンナーと共に行き、彼らとライガージャックとモールダイブと共にアトランティス内でベクタープライムの幻影（ビジョン）を見た。
エピローグでは他の惑星に行く彼らと別れ、彼ら（ルーツは未登場）と改心したモンスタートランスフォーマー4体と共に惑星を探索している様子が描かれ、10年後に地球に帰還し、マイクロンチームと共にコビーとローリの結婚式に参列したが、撮影の関係で、写真には顔だけが大きく写し出されている。
フォースチップを左右の砲身（スーパーモード時に挿入）にイグニッションすることで、ギャラクシーロックレーザーとローラーキャノンが併用され、「ギャラクシーキャノン・フルバースト」を放つ。また、メガロコンボイからメガロアックスを借りることで、「ギャラクシーギガクラッシュ」が発動する。必殺技はそれぞれギャラクシーキャノンからスーパーモード時に放つ「ギャラクシーブラストレーザー」と「ギャラクシーロックキャノン」、ビークルモード時に放つ「ハイドラントスイング」（劇中未使用）。

ライガーコンボイ / Optimus Prime Savage Claw Mode
- 全長：6.0m 重量：23.4t

第17話から登場。ギャラクシーコンボイとライガージャックがリンクアップ（合体）した姿。ライガージャックが巨大な片腕（アームモード）に変形し、ギャラクシーコンボイの右腕部、もしくは左腕部（第22話と第23話のみ）に合体する。
フォースチップを腕部にイグニッションすることで、プラティナムクローが展開し、そのまま相手に目掛けて突撃する「ライガーグランドブレイク」（漫画版ではライオブレイカー）が発動する。必殺技は右腕の巨大な爪を高速で振り回して斬りつける「ライガークロスサイクロン」。　ギャラクシーキャノンも発動可能。

高速機動総司令官 ソニックコンボイ / Optimus Prime Sonic Wing Mode
- 全長：6.0m 重量：22.0t

第31話から登場。ギャラクシーコンボイとソニックボンバーがリンクアップ（合体）した姿。ソニックボンバーがウイングパーツに変形し、ギャラクシーコンボイの背部に合体する。ギャラクシーコンボイのパワーとソニックボンバーのスピードが一体になって戦闘能力が高くなっている。
フォースチップを背部にイグニッションすることで、「ギャラクシーキャリバー」を放つ。必殺技は2本のフラップソードによる「ソニックダブルインパクト」と両肩から秒間100万回転のバルカンを放つ「ミリオンバースト」。

ソニックライガーコンボイ
食玩「チェンジギャラクシー」のみでリンクアップ（合体）できる形態で、劇中未登場。ギャラクシーコンボイとソニックボンバーとライガージャックがリンクアップ（合体）した姿。ソニックボンバーがウイングパーツ、ライガージャックが巨大な片腕（アームモード）に変形し、ギャラクシーコンボイの背部と右腕部、もしくは左腕部にそれぞれ合体する。

音速司令官 ニトロコンボイ / Override
声 - 土門仁 / リサ・アン・ベレー、ニコール・オリバー
- 全長：4.0m 重量：6.0t スピード：マッハ5（ビークルモード時） パワー：140万馬力

第5話から登場。スピーディアのリーダーで最速の持ち主。レーシングカーに変形する。長い間、トップの座に君臨していたため、ギャラクシーコンボイの接触すら断るほど傲慢で独善的な考えをするようになっていたが、エクシリオンとの最終レースを通じて正義に目覚め、サイバトロンに入隊し、後に彼よりアニマトロスでの任務を依頼された時は「これは宇宙全体の問題だ。スピーディアの代表として俺も行こう」と返した。また、第39話の回想ではスピーディアに戻り、オートランダーとスキッズとインチアップと共にムーを発掘した。
最終話である第52話ではスピーディアの代表として宇宙平和会議に参加し、スピーディアに戻ってゴールで勝利を収めたエクシゲイザーを褒め、スピーディアを彼に任せ、同じく残るスキッズとインチアップと別れ、新スペースブリッジ建設隊のリーダーとしてオートランダーとブレンダルと共に行った。その後のエピローグでは彼らと共にビークルモードに変形、惑星を疾走している様子が描かれた。
フォースチップを後部（ビークルモード時に挿入）にイグニッションする事で、「マッハショット」を放ち、ロボットモード（この時は武器に挿入）での発動も可能になっている。必殺技はビークルモード時に放つ「ニトロブースト」と「マッハショットシューティングフォーメーション」。ローリが搭乗した際、レースでの圧倒的速度に限らず、悪路でも揺れない高い安定性を持つ事も判明した。

暗黒司令官 フレイムコンボイ / Scourge
声 - 若本規夫 / トレバー・デュバル、コリン・マードック（第26話のみ）
- 全長：5.5m 重量：16.0t スピード：時速400キロ（ビーストモード時） パワー：220万馬力

第11話から登場。アニマトロスのリーダー。ドラゴンに変身する。武器はヘルフレイムアックス。一人称は「俺」「俺様」。各惑星のコンボイの中で「力こそ全て」という考えを持ち、部下のダイノシャウトとテラシェーバーと共にマスターメガトロンに味方する。かつてはサイドスの弟子の一人でファングウルフの兄弟子だったが、当時のアニマトロスのリーダーの統治力不足が原因で荒廃したアニマトロスの未来を案じるあまり、サイドスと対立し、支配者となった。第22話でアニマトロスに訪れたローリの説得に応じてアニマトロスのプラネットフォースを引き渡したが、続く第23話のアニマトロスの最終決戦ではマスターメガトロンへの義理立てとして中立の立場となり、第27話で彼とサンダークラッカーとガスケットとデモリッシャーがスタースクリームの罠に嵌められた際は唯一閉じ込められずに済んだランドバレットから救出を依頼され、サイドスと部下のダイノシャウトとテラシェーバーをアニマトロスに残してデストロンに合流（理由は外の世界も見たかったことと、戦う相手が欲しかったから）、その後はギガロニアまで共に行動してしまっていた。しかし、マスターメガトロンのような完全な悪の存在というわけではなく、礼儀正しく、思いやりがあり、弱きを助け強きを挫く姿勢のため、勇敢で心優しい性格が本来の性格らしい。アニマトロスを力で支配する方針も苦渋の決断の末に出した自分なりの回答で、宇宙の平和を願っているのは各惑星のコンボイと同じである。実際、アニマトロスのリーダーとなってからは平和が保たれていた他、デストロン加担時もマスターメガトロンと衝突しかけたスーパースタースクリームを相手にサンダークラッカー、ランドバレット、ガスケットたちを従わせてデストロンスーパーファイナルアタック（彼ら4体がフォースチップをイグニッションした一斉攻撃）で応戦したり(バリアで無効化されて弾き飛ばされたが)、マスターメガトロンが初期化された時は「死んじまったか」と落ち込み、彼の不在時は反旗を翻そうと企んだガスケット、ランドバレット、サンダークラッカーたち3体からバトルロワイヤルを仕掛けられるも返り討ちにしてデストロンのリーダーを務めたりと統率力は高い。唯一、危険を顧みずに説得したローリを「お嬢さん」と呼び、妹や娘、または母親のように思って敬語で慕い、彼女だけには頭が上がらない。
ギガロニアでは第43話でニトロコンボイと決着をつけ、攻撃の流れ弾がローリに当たりそうになった際には本気で謝罪し、続く第44話でアニマトロスのリーダーの座をかけてライガージャックとファングウルフとの激闘で勝利を収め、「真のリーダー像」について再び考えさせられ、さらに続く第45話でバドとマイクロンチームとホリブルとの交流を深めて最初に改心、デモリッシャーに続いて2番目にデストロンを脱退し、自分なりにけじめを付け、第47話で各惑星のコンボイとドレッドロックとガードシェルとライガージャックとバンガードチームとソニックボンバーとブレンダルとモールダイブとベクタープライムとルーツとマイクロンチームや子どもたちと別れ、ファングウルフと共にアニマトロスに戻った。第49話でサイドスにアニマトロスの真のリーダーと認められ、彼らと部下のダイノシャウトとテラシェーバーと共に最終決戦に駆け付けた。
最終話である第52話ではアニマトロスの代表として宇宙平和会議に参加、アニマトロスに戻ってプロレスの試合に出場し、1回戦でファングウルフを倒し、2回戦でライガージャックと両者互角に戦い合っている最中にクロミアからアプローチを受けるも全く聞いておらず、序盤は劣勢だったもののカウンターのアッパーカットで逆転勝利を収め、サイドスに改めてアニマトロスの真のリーダーと認められた。その際のインタビューでは「新スペースブリッジ建設隊のリーダーとして行ってみたかった」と言い、新スペースブリッジ建設隊に行く彼らと部下のダイノシャウトとテラシェーバーと別れ、彼と共に残った。その後のエピローグでは大岩を持ち上げる修行をしている様子が描かれた。
フォースチップを背部（ビーストモード時に挿入）にイグニッションすることで、2つの竜の首が出現して三つ首竜になり、「デスフレイム」を放ち、ロボットモード（この時も背部に挿入）での発動も可能になっている。必殺技はヘルフレイムアックスを振るう「ヘルストライク」と「フレイムストライク」、ビーストモード時に放つ「トリプルフレイムクラッシュ」と「フレイムクラッシュ」。

航空司令官 ライブコンボイ / Evac
声 - 平田広明 / ビル・マンディ
- 全長：4.2m 重量：6.0t スピード：マッハ4（ビークルモード時） パワー：135万馬力

第25話から登場。古代より地球に移住したトランスフォーマーのリーダー。ヘリコプター（救助用ヘリコプター）に変形する。武器は左腕部に配されたジャイロソーサー。一人称は「僕」だが、偶に「私」（漫画版では一貫している）になる。穏やかかつ冷静で、性格が対照的なパートナーのオートボルトと共に地球人から怪物と妖怪として知られているモンスタートランスフォーマーの脅威から地球を守ってきた。スタースクリームの反乱を機にオートボルトと共にサイバトロンに入隊した。第27話で過去に川で溺れていた少年時代のフランクリンを救助したことが判明した。
最終話である第52話ではフランクリンを乗せ、地球の代表として宇宙平和会議に参加、地球に戻ってオートボルトとデモリッシャーと元デストロンのサンダークラッカーと共に地球平和協力隊を創設し、地球を彼に任せ、新スペースブリッジ建設隊のリーダーとして意気投合したサイドスとロードストームと共に行った。その後のエピローグでは彼らと改心したモンスタートランスフォーマー6体と共に氷の惑星に行き、ビークルモードに変形、探索している様子が描かれた。
フォースチップをジェットノズル後部（ビークルモード時に挿入）にイグニッションすることで、「ホーミングミサイル」と「ジェットミサイル」と「ジェットブースター」を放ち（ただし、ロボットモードでは「ジェットブースター」だけ発動不可能になっている）、ロボットモード（この時もジェットノズル後部に挿入）での発動も可能になっている（「ジェットミサイル」だけ発動したが、設定上では「ホーミングミサイル」も発動可能になっている）。必殺技はジャイロソーサーによる「ジャイロスピニングシールド」と「ジャスティスホーミングキャノン」。

巨神司令官 メガロコンボイ / Metroplex
声 - 木村雅史 / ロン・ヘイルダー
- 全長：20.0m 重量：120.0t スピード：時速450キロ（ビークルモード時） パワー：300万馬力

第40話から登場。ギガロニアのリーダー。バケットホイールエクスカベーター風の巨大建設車に変形する。武器はメガロアックス。一人称はコンボイの名が付くトランスフォーマーとしてニトロコンボイとフレイムコンボイと同じく「俺」。各惑星のコンボイの中で一番大きく、ギャラクシーコンボイが膝下辺りのサイズ対比となる。「安全第一」がモットーな威勢のいい親分肌で、ギガロニアは新築工事を絶やさずに続けていることから、最初は「捨てた町には、立ち入るな！」という掟に従い、サイバトロンがギガロニアの最下層に行くことを良しとしなかったが、後にデストロン軍の存在を知ってギガロニアを防衛するためにブレンダルと共にサイバトロンに入隊した。第46話ではモールダイブを「ギガロニアの恥晒し」と怒り彼と戦っていたが、パートナーマイクロンのホリブルとブルブルが彼を止めたことで、共に彼を説得、彼と和解し、彼をフレイムコンボイに続いて改心させ、サイバトロンへと招き入れた。続く第47話で見事なコンビネーションを決めたブレンダルと彼に続いて落ちてくる大岩から子どもたちを守った。
最終話である第52話ではギガロニアの代表として宇宙平和会議に参加し、ギガロニア全員で新スペースブリッジ建設隊に行くことを志願し、それぞれ他の惑星に行くブレンダルとモールダイブと別れ、新スペースブリッジ建設隊のリーダーとしてダイノシャウトとテラシェーバーと共に行った。その後のエピローグでは彼らとシグナルランサーとロングラックとクレーン車型のトランスフォーマー2体と共に施設の建築を行っている様子が描かれた。
フォースチップをメガロアックスにイグニッションすることで、「メガロクラッシュ」と「メガロブーメラン」が発動する。必殺技はメガロアックスを振るうことで突風を起こす他、刃を回転させて硬い柱も切断できる「アックスカッター」。　
漫画版では最終話である第9話のラストページで登場。連載時にアニメ版では当初未登場だったため、シルエットになっていた。
ロボットモードでは胴体と脚を縮めた中間形態にも変形でき、玩具でも再現可能になっている。
ホリブル / Drillbit
第40話から登場。メガロコンボイのパートナーマイクロン。削岩車に変形する。普段はメガロコンボイのシャベルに装備されている。
最終話である第52話では地球に残るマイクロンチームと別れ、メガロコンボイとダイノシャウトとテラシェーバーと共に新スペースブリッジ建設隊に行った。

副司令官 ドレッドロック / Jetfire
声 - 石川英郎 / ブライアン・ドラモンド
- 全長：4.6m 重量：7.4t

サイバトロン副司令官。ジャンボジェットに変形する。武器はドレッドガンとドレッドキャノンと両脇腹部に配されたコックピット付近にあるミサイル。一人称は当初「俺」だったが、第4話から「私」になった。目はバイザーで覆われている（第43話でバイザーの奥はカメラレンズのようになっていることが判明する）。サイバトロンの初期メンバーが相次いでパワーアップする中、自分だけ唯一しておらず、少し影が薄くなる傾向が見られ、戦闘よりも基地の留守を預かったり、移民トランスフォーマーたちに指示を出したりと、持ち前の判断力と分析力でギャラクシーコンボイのサポート役を担う場合が多く、時として彼に真正面から異を唱えることもあるが、彼からの信頼も厚い。かなり早い段階で地球に赴き、移住の準備をして地球の乗り物のデータを集めていたため、他のトランスフォーマーに先駆けて地球のビークルをスキャンしており、その対象となったバラエティが多く、第29話で性格が対照的な昔馴染みのソニックボンバーがリクエストした「翼生えててタフなやつ」に応えるだけのデータを保有していた。真面目かつ冷静沈着だが、心配性でもあり、エクシリオとファストエイドという正反対な性格を持つ2人をスピーディアに派遣する際は任務に支障をきたすのではないかと心配していたが、結果的に彼らは衝突の末に和解、次にローリがアニマトロスに行くことを「危険すぎる！君に何ができるんだ？」と当初は反対していたが、彼女に「女の子だからってバカにしてるの？」と言い返され、他のメンバーからも彼女を同行させる方が良いと発言され、彼女からもねだられたことで「ローリには負けたよ」と許可して参加させたことで、アニマトロスのプラネットフォースも獲得でき、フレイムコンボイも彼女だけには頭が上がらないことも判明したため、いずれも杞憂に終わった。一方、性格が対照的な昔馴染みのソニックボンバーを毎度諌めているが、意にも介さない（彼らとは正反対で、周囲に心配されるシーンは無かったため）。また、第24話でスタースクリームの所為でギャラクシーコンボイとガードシェルとライガージャックが氷の中に閉じ込められ、続く第25話で彼らを助けるために状況を考慮せずドレッドキャノンで無理やり氷壁を壊そうと取り乱してエクシリオンとファストエイドとニトロコンボイに注意され、第39話で予防注射に近い予防プログラムのインストールを何がなんでも拒否しようとするなど、コミカルな一面も見られた。
最終話である第52話では新スペースブリッジ建設隊のリーダーとして行くギャラクシーコンボイに代わってサイバトロン総司令官代理で宇宙連合の議長となった（ライガージャックからは「少し頼りない」と言われてしまったが、本心では応援していた際、エクシゲイザーに小突かれた）。その後のエピローグでは議会をしている様子が描かれた。
フォースチップをドレッドキャノン後部にイグニッションすることで、「ドレッドキャノンバーストアタック」を放ち、玩具ではビークルモード（この時もドレッドキャノン後部に挿入）での発動も可能になっているが、アニメでの設定画が存在する。必殺技は両肩のエンジンから竜巻を放つ「ジェットストリーム」。
漫画版ではバイザーの奥の眼は双眼になっている。

極地戦闘士 ガードシェル / Landmine
声 - 志村知幸 / ポール・ドブソン
- 全長：3.8m 重量：9.0t

サイバトロンのベテラン戦士。ブルドーザーに変形する。武器はブローランチャー。一人称は「私」で、偶に「俺」になる。堅実で、スタースクリームと互角に渡り合える。第1話でスタースクリームとの戦闘中にグランドブラックホールに飲み込まれそうになるも、間一髪のところでベクタープライムがワープゲートを開いたために消滅の危機を免れ、地球に墜落した際の怪我で行動不能となり、子どもたちの尽力によって回復し、サイバトロンの中で一番初めに地球人との邂逅を果たし、彼らとの友情を育んだ。デモリッシャーとは親友関係で、第37話で彼を説得し、サイバトロンへと帰らせた。
スピーディアでは謹慎中のエクシリオンにきつく当たった（この原因は自分が彼の性格を理解したからこその気遣いと思われる）が、同じく謹慎中のファストエイドに「言い過ぎじゃないんですか？」と抗議された。
ギガロニアでは第46話でスーパースタースクリームにあと一歩のところでギガロニアのプラネットフォースを強奪されそうになったが、最初にギガロニアのプラネットフォースの力で一時的に巨大化、彼に勝利し、ギガロニアのプラネットフォースを守り抜いたが、ドレッドロックと同様、プラネットフォースの力では転生していない。
最終話である第52話ではギャラクシーコンボイとルーツとデモリッシャーとバックギルドとファストガンナーと共に新スペースブリッジ建設隊に行くはずだったが、ギャラクシーコンボイとデモリッシャーとバックギルドとファストガンナーと共に新スペースブリッジ建設隊出発前にソニックボンバーの通信でスタースクリームの生存を知り、デモリッシャーと共に新スペースブリッジ建設隊のリーダーとして行くギャラクシーコンボイに新スペースブリッジ建設隊から外してもらい、スタースクリーム探索の許可を懇願してお礼を言い、彼と握手を交わして別れた。その後のエピローグではデモリッシャーと共にファイヤースペースに行き、ソニックボンバーと合流し、彼らと共にスタースクリーム（足だけの状態）と戦っている様子が描かれた。
フォースチップをタイヤ後部にイグニッションすることで、「トルネードカッター」が発動し、ビークルモード（この時もタイヤ後部に挿入）での発動も可能になっている。竜巻を発生させられる他、直接タイヤで打撃攻撃をすることも可能。

ジャックショット → ライガージャック / Overhaul → Leobreaker
声 - 江川央生 / ブライアン・ドブソン → デイブ・ウォード
- 全長：3.0m→4.5m 重量：2.5t→8.4t

サイバトロンNo.1のパワーを誇る荒っぽい戦士。ジープ風のオフロード車に変形する（第1話でドレッドロックのスキャンデータからジープ風のオフロード車をスキャンした）。一人称は「俺」。粗暴だが、同時に戦士としてのプライドも併せ持つ。アニマトロスでは第16話でフレイムコンボイに敗北し、アニマトロスのプラネットフォースの力でライガージャックに転生した。
ライガージャックに転生した後はライオンに変身する（転生する際に壁に掛けてあったライオンの絵を再スキャンした）。武器はライガースピア。飛び道具は使えなくなったものの、移動性能と接近戦は転生前より大幅に向上し、性格も転生前よりやや丸くなっており、仲間のことを第一に考えるようになり、自分1人での勝利への執着を捨てるなど、精神的にも成長を遂げた。
最終話である第52話ではまるでタイガーマスクのような出で立ちで2回戦に試合出場、1回戦に試合出場したファングウルフに続いて2番目にフレイムコンボイに敗北したが、全力を出し切ったこともあり、表情は終止満足げとされ、アニマトロスに残る彼らと別れ、新スペースブリッジ建設隊のリーダーとしてモールダイブと共に行き、ギャラクシーコンボイとルーツとバックギルドとファストガンナーと彼と共にアトランティス内でベクタープライムの幻影（ビジョン）を見た。その後のエピローグでは惑星を探索する彼ら（ルーツは未登場）と別れ、彼と共に他の惑星に行き、謎のトランスフォーマー4体と遭遇している様子が描かれた。
ジャックショットはフォースチップを背部にイグニッションすることで、「アンカーショット」を放ち、ライガージャックはフォースチップを前脚部（ビーストモード時に挿入）にイグニッションすることで、「プラティナムクロー」が展開し、ロボットモード（この時は腕部に挿入）での発動も可能になっている。また、ギャラクシーコンボイとリンクアップ（合体）することで、ライガーコンボイ、食玩「チェンジギャラクシー」ではソニックボンバーともリンクアップ（合体）することで、ソニックライガーコンボイが誕生する。
漫画版では転生のきっかけがファングウルフからコビーたちに変更されている。
肩書きはジャックショットでは環境保安員だったが、ライガージャックに転生した後は獣神になった。

バンガードチーム / Cybertron Defense Team
第28話から登場。第27話の地球での戦いでマスターメガトロンが発動した「デスマシンガン」による銃撃で重傷を負い、生きる望みを失いかけたが、周囲の人々の呼びかけに心を動かされ、彼らを守りたいという思いがセイバートロン星を介してスタースクリームの手中にある3つのプラネットフォースへと届き、3つのプラネットフォースの力でそれぞれエクシゲイザーとバックギルドとファストガンナーに転生したエクシリオンとバックパックとファストエイドが結成したチーム。
ギガロニアでは第44話でノイズメイズとサウンドウェーブと対峙し、彼らの幻覚で苦しめられたが、バックギルドの機転で打ち破り、彼ら、続く第45話でモールダイブに勝利したが、シーンは無いものの、彼の援軍に現れたマスターガルバトロンに圧倒されて敗北し、さらに続く第46話でシーンは無いものの、コビーに修理され、戦線復帰した。
最終話である第52話では暫く解散した。
エクシリオン → エクシゲイザー / Hot Shot
声 - 平川大輔 / カービー・モロウ
- 全長：3.8m 重量：5.5t→11.2t

スピード自慢の戦士。スポーツカーに変形する。武器はエクスボルトと両腕部に配されたサイドドアの内側にあるミサイル。一人称は「俺」。ギャラクシーコンボイからは将来の司令官として期待されている。勇猛果敢で、若さゆえに自分勝手な行動に陥りがちなために鼻つまみコンビ（ガスケットとランドバレット）に襲撃されたオートランダーとスキッズを助けたが、性格が対照的なファストエイドとは喧嘩が絶えず、後にデストロンの罠で重傷を負い、ギャラクシーコンボイから謹慎処分を受けて落ち込み、ガードシェルにきつく当たられた。しかし、後のスピーディアのレースでは最速のニトロコンボイやデストロンの妨害に苦戦を強いられていたが、スピーディアの最終レースではコビーや仲間たちの活躍もあり、彼に勝利した。
エクシゲイザーに転生した後は装甲機動車に変形する。武器はバトルダガーと両肩両脚に配されたミサイルポッド（両肩に配されたミサイルポッドは一度だけ展開したのに対して、両脚に配されたミサイルポッドは一度も展開しなかったが、アニメでの設定画が存在する（玩具ではフルバーストモードにも変形可能））。ビークルモードでの最高速度は転生前より少し落ちたものの、悪路でもバランス良く走れるようになった。
最終話である第52話ではオートランダーとスキッズとインチアップと鼻つまみコンビ（ガスケットとアームバレットと共にレースをし、その最中にクロミアからアプローチを受けるも、全く聞いておらず、ゴールで勝利を収め、ニトロコンボイに褒められ、新スペースブリッジ建設隊のリーダーとして行く彼に代わってスピーディアの新たなリーダーとなり、同じく行くバックギルドとファストガンナーと別れ、スキッズとインチアップと共に残った。その後のエピローグでは彼らと共にビークルモードに変形、彼らとブラーとスーパーカー型のトランスフォーマーたちと共にレースをしている様子が描かれた。
エクシリオンはフォースチップをルーフ後部（ビークルモード時に挿入）にイグニッションすることで、「アクセルウイング」が展開し、瞬間的にマッハ3の速度を叩き出し（しかし、操作は非常に難しくなる）、玩具ではロボットモード（この時もルーフ後部に挿入）での発動も可能になっているが、アニメでの設定画が存在し、エクシゲイザーはフォースチップを砲塔後部にイグニッションすることで、「ダブルエクスショット」を放ち、ビークルモード（この時も砲塔後部に挿入）での発動も可能になり、バンパーも展開する（ただし、ロボットモードでは展開不可能になっている）。
漫画版では口とガラは悪いものの、正義感が強い若者として描かれ、精神面もアニメ版と比べてしっかりしている。ファストエイドとも嗜好が正反対なだけでさほど意見は衝突していない。
肩書きはエクシリオンでは戦士だったが、エクシゲイザーに転生した後は武装戦士になった。
バックパック → バックギルド / Scattorshot
声 - 新垣樽助 / リチャード・イアン・コックス
- 全長：3.2m→4.3m 重量：6.0t→16.5t

サイバトロンのオペレーター。バギータイプの装甲車に変形する。武器は背中に装備した2本のミサイル（ツインショットは劇中未使用）。一人称は「僕」で、偶に「私」になる。装甲車を選んだ理由やカタパルトを秘密基地に取り入れるなど性格は合理的でのんびりしていて、マイペースだが、自らは他の惑星への派遣に志願しなかったりと若干気弱でもある。
バックギルドに転生した後は自走砲に変形する（転生する際に空軍基地にあった自走砲を再スキャンした）。武器はスキャッターショット。性格は転生前より格段に逞しくなった。
最終話である第52話ではスピーディアに残るエクシゲイザーと別れ、ギャラクシーコンボイとガードシェルとデモリッシャーとファストガンナーと共に新スペースブリッジ建設隊出発前にソニックボンバーの通信でスタースクリームの生存を知り、ギャラクシーコンボイとルーツとファストガンナーと共に新スペースブリッジ建設隊に行き、彼らとライガージャックとモールダイブと共にアトランティス内でベクタープライムの幻影（ビジョン）を見た。その後のエピローグでは他の惑星に行く彼らと別れ、彼ら（ルーツは未登場）と改心したモンスタートランスフォーマー4体と共に惑星を探索している様子が描かれた。
バックパックはフォースチップをミサイルランチャー後部にイグニッションすることで、「ラウンドショット」を放ち、玩具ではビークルモード（この時もミサイルランチャー後部に挿入）での発動も可能になっているが、アニメでの設定画が存在し、バックギルドはフォースチップを多連装ロケット砲後部にイグニッションすることで、レフトクラスターランチャー（本編ではライトクラスターランチャーも同時に展開）が展開し、「ツインサーチミサイル」を放ち、ライトクラスターランチャー（レフトクラスターランチャーも同時に展開）が展開し、「グランドバズーカ」（劇中未使用）も放ち、ビークルモード（この時も多連装ロケット砲後部に挿入）での発動も可能になっている。
肩書きはバックパックでは基地警備員だったが、バックギルドに転生した後は基地防衛官になった。
ファストエイド → ファストガンナー / Red Alert → Cybertron Defense Red Alert
声 - 加瀬康之 / ブライアン・ドブソン
- 全長：3.8m→4.5m 重量：6.4t→14.4t

サイバトロンの科学者兼医者。救急車に変形する。武器は左手に配されたハンドビームと足に収納されているエレクトロンレンチ（劇中未使用）とファストハンマー（作業および溶接時に使用）。一人称は「私」で、偶に「俺」になる。冷静沈着で、鼻つまみコンビ（ガスケットとランドバレット）に襲撃されたオートランダーを手当てしたが、性格が対照的なエクシリオンとは喧嘩が絶えず、後にデストロンの罠に乗ったエクシリオンを救助しようと嘘の報告をしたため、ギャラクシーコンボイから謹慎処分を受け、同じく謹慎中の彼にきつく当たったガードシェルに「言い過ぎじゃないんですか？」と抗議したが、オートランダーよりその理由を説得された。
ファストガンナーに転生した後はミサイル装甲車に変形する（転生する際に空軍基地にあったミサイル装甲車を再スキャンした）。武器は左腕部に配されたハンドキャノンユニットと足に収納されているエレクトロンクロー（劇中未使用）とクラッシュハンマー（劇中未使用）。腹黒い一面は転生前より妙に見え隠れするようになった。
最終話である第52話ではスピーディアに残るエクシゲイザーと別れ、ギャラクシーコンボイとガードシェルとデモリッシャーとバックギルドと共に新スペースブリッジ建設隊出発前にソニックボンバーの通信でスタースクリームの生存を知り、ギャラクシーコンボイとルーツとバックギルドと共に新スペースブリッジ建設隊に行き、彼らとライガージャックとモールダイブと共にアトランティス内でベクタープライムの幻影（ビジョン）を見た。その後のエピローグでは他の惑星に行く彼らと別れ、彼ら（ルーツは未登場）と改心したモンスタートランスフォーマー4体と共に惑星を探索している様子が描かれた。
ファストエイドはフォースチップを後部（ビークルモード時に挿入）にイグニッションすることで、「フォトンビーム」を放ち、ロボットモード（この時は背部に挿入）での発動も可能になり、ファストガンナーはフォースチップを巨大な大陸間弾道ミサイル後部にイグニッションすることで、「ギガバニッシャー」を放ち、ビークルモード（この時も巨大な大陸間弾道ミサイル後部に挿入）での発動も可能になっている。また、左腕部のハンドキャノンユニット後部へのイグニッションにより、「メガハンドキャノン」（劇中未使用）も放つ。
肩書きはファストエイドでは技術者だったが、ファストガンナーに転生した後は高度技術士になった。
重装航空官 ソニックボンバー / Wing Saber
声 - うすいたかやす / ピーター・ケラミス
- 全長：4.5m 重量：9.0t

第29話から登場。命令違反の常習犯だった元サイバトロン。 戦闘爆撃機に変形する。武器はフラップソードと腕のバルカンと翼のミサイル。一人称は「俺」で、偶に「俺様」になる。奔放的で無鉄砲かつ気性が荒く、ギャラクシーコンボイをも呼び捨てにするほどだが、フレイムコンボイと同様、ローリだけには頭が上がらない。かつてギャラクシーコンボイに殴りかかったことさえあり、サイバトロンを脱退、宇宙を放浪していた。性格が対照的な昔馴染みのドレッドロックとは飛べるという共通点があり、サイバトロンに戻って合流した後はよく共に行動しているが、後先考えない行動も多い。
最終話である第52話では新スペースブリッジ建設隊に行くことなく、再びサイバトロンを脱退、宇宙を放浪していたが、ファイヤースペースでスタースクリームを発見し、新スペースブリッジ建設隊出発前に彼の生存をギャラクシーコンボイとガードシェルとデモリッシャーとバックギルドとファストガンナーに知らせた。その後のエピローグではファイヤースペースでガードシェルとデモリッシャーと合流し、共にスタースクリーム（足だけの状態）と戦っている様子が描かれた。
フォースチップを機首上部にイグニッションすることで、「ギャラクシーキャリバー」（第30話から発動）を放ち、ビークルモード（この時も機首上部に挿入）での発動も可能になっている（ただし、「フォースチップ、イグニッション！」の掛け声の時に他のキャラクターでは「フォースチップ」と「イグニッション」の間に間があるが、彼だけは間がない）。必殺技は2本のフラップソードによる「ソニックダブルインパクト」と両手指先から秒間100万回転のバルカンを放つ「ミリオンバースト」。また、ギャラクシーコンボイとリンクアップ（合体）することで、ソニックコンボイ、食玩「チェンジギャラクシー」ではライガージャックともリンクアップ（合体）することで、ソニックライガーコンボイが誕生する。
DVD第10巻のブックレットにてサイバトロンを辞めた理由は「ギャラクシーコンボイやドレッドロックみたいな責任のあるベテランになること、自分が権威となってしまうことが煩わしかった」と言及されているが、ドレッドロックは相次ぐ問題行動への処罰が嫌になったと思われている。
デモリッシャー / Mudflap
声 - 武虎 / デイル・ウィルソン
- 全長：5.4m 重量：14.0t

第15話から登場。グランドブラックホールに飲み込まれるセイバートロン星から地球に避難したガードシェルの親友。クレーン車に変形する。一人称は「俺」。秩序の無い地球人に配慮しなければならない地球での生活に我慢できなかったところをスタースクリームの口車に乗り、インチアップとフレイムコンボイとダイノシャウトとテラシェーバーに続いて3番目にデストロンに寝返ってしまう。しかし、後に仲間のサンダークラッカーを助けない身勝手なランドバレットとガスケットの態度に腹を立て、デストロンにも反発し地球へ帰還、第37話「一番身勝手なのはどちらも裏切った自分」という自分の過ちに気付き、自己嫌悪に陥ったところをガードシェルに説得され、ブラーとスーパーカー型のトランスフォーマー（赤・黄色）とオートバイ型のトランスフォーマー2体とロングラックに仲間として出迎えられ、オートボルトと共にロードストームに続いて地球に残り、最初にデストロンを脱退しサイバトロンに戻った。第49話ではグランドブラックホールの影響が地球に迫っていた際にオートボルトたちと協力して地球人を助け、彼らと改心したモンスタートランスフォーマーと共に最終決戦に駆けつけた。
最終話である第52話ではライブコンボイとオートボルトと元デストロンのサンダークラッカーと共に地球平和協力隊を創設し、サンダークラッカーのサボりながらの実況をクレーンで中止させたり、ギャラクシーコンボイとルーツとガードシェルとバックギルドとファストガンナーと共に新スペースブリッジ建設隊に行くはずだったが、ギャラクシーコンボイとガードシェルとバックギルドとファストガンナーと共に新スペースブリッジ建設隊出発前にソニックボンバーの通信でスタースクリームの生存を知り、ガードシェルと共に新スペースブリッジ建設隊のリーダーとして行くギャラクシーコンボイに新スペースブリッジ建設隊から外してもらい、その後のエピローグではガードシェルと共にファイヤースペースに行き、ソニックボンバーと合流し、彼らと共にスタースクリーム（足だけの状態）と戦っている様子が描かれた。
フォースチップを左腕部のクレーン後部にイグニッションすることにより、「メガクレーンブレード」（第15話から発動し、本編ではこれで斬りかかり、避けられても棒高跳びの要領で跳び蹴りを繰り出していた）が出現し、右腕部へのイグニッションは、「シールドランチャー」（イグニッションシーンはないが、第50話だけで使用）を放つ。両腕共に回転させることが可能で、本編では左腕を盾に使用していた。
肩書きはデストロンに寝返ってしまった後は同時に破壊兵になってしまったが、サイバトロンに戻った後は同時に広域指導員に戻った。

#### 惑星スピーディア / Velocitron
スピーディアの海外名は、玩具ではSpeed Planet（スピードプラネット）、アニメではVelocitron（ベロシトロン）の名称が与えられている。スピーディアのトランスフォーマーは皆走ることに特化しており、道路を整備する巨大なトランスフォーマーも存在する。
速度計測員 オートランダー / Brakedown
声 - 望月健一 / マイケル・ドブソン
- 全長：3.2m 重量：1.6t

第6話から登場。スピーディアに住む負けず嫌いな老年の走り屋。ドラッグカーに変形する。一人称は「ワシ」、もしくは「私」。よくスキッズと一緒にいるが、鼻つまみコンビ（ガスケットとランドバレット）に襲撃されたところをエクシリオンに助けられ、ファストエイドに手当てしてもらったが、喧嘩の絶えない彼らを叱り、ガードシェルが謹慎中のエクシリオンにきつく当たった理由を同じく謹慎中のファストエイドに「自らは年寄り」とへりくだりつつも、具体的に説明した。スピーディアのレースでは宇宙の未来を若者に託そうと、道中で自らのベルトパーツを砂場の蟻地獄に飲まれたエクシリオンの救出に使い、リタイアした。スピーディアの最終レース後はスキッズとインチアップと共に残り、第39話の回想ではニトロコンボイと彼らと共にムーを発掘し、第49話で彼らと中継トランスフォーマーと共に最終決戦に駆けつけた。
最終話である第52話ではエクシゲイザーとスキッズとインチアップと鼻つまみコンビ（ガスケットとアームバレットと共にレースをし、彼らと共に彼に敗北し、スピーディアに残る彼ら（エクシゲイザーと鼻つまみコンビ（ガスケットとアームバレットは除く）と別れ、荷物を風呂敷で包み抱えてニトロコンボイとブレンダルと共に新スペースブリッジ建設隊に行った。その後のエピローグでは彼らと共にビークルモードに変形、惑星を疾走している様子が描かれた。
フォースチップを武器にイグニッションすることにより、「モーターブレード」（第6話で発動）が出現する。

交通管制官 スキッズ / Clocker
声 - 加藤奈々絵 / ブライアン・ドブソン
- 全長：3.4m 重量：2.0t

第6話から登場。スピーディアに住むまだ幼い少年のような戦士。オープンカーに変形する。武器はスマリッシュショットとマフラートンファー（劇中未使用）。一人称は「僕」。よくオートランダーと一緒にいるが、鼻つまみコンビ（ガスケットとランドバレット）に襲撃されたところをエクシリオンに助けられ、彼に憧れを抱くようになった。スピーディアの最終レース後はオートランダーとインチアップと共に残り、第39話の回想ではニトロコンボイと彼らと共にムーを発掘し、第49話で彼らと中継トランスフォーマーと共に最終決戦に駆けつけた。
最終話である第52話ではエクシゲイザーとオートランダーとインチアップと鼻つまみコンビ（ガスケットとアームバレットと共にレースをし、彼らと共に彼に敗北し、新スペースブリッジ建設隊に行くニトロコンボイと彼と別れ、彼ら（鼻つまみコンビ（ガスケットとアームバレットは除く）と共にスピーディアに残った。その後のエピローグでは彼らと共にビークルモードに変形、彼らとブラーとスーパーカー型のトランスフォーマーたちと共にレースをしている様子が描かれた。
フォースチップをスマリッシュショット後部にイグニッションすることにより、「スマッシュバーナー」（玩具では「スマリッシュバーナー」）を放ち、玩具ではビークルモード（この時もスマリッシュショット後部に挿入）での発動も可能になっている。
漫画版では気弱な性格になっている。

四輪攻撃兵 インチアップ / Dirt Boss
声 - うすいたかやす / マイケル・ドノヴァン
- 全長：4.0m 重量：8.0t

第6話から登場。スピーディアに住むパワーレーサー。モンスタートラックに変形する。一人称は「俺」で、偶に「俺様」になる。ビークルモード時の体当たりやプレス攻撃を得意とする。ニトロコンボイに対抗意識を燃やしているところを鼻つまみコンビ（ガスケットとランドバレット）の口車に乗り、最初にデストロンに寝返ってしまう。しかし、根っからの悪人という訳ではなく、自身を口車に乗せたりレース中にサーキットを壊すなど妨害行為をしたガスケットとランドバレットを踏み潰したり、蟻地獄に飲まれたエクシリオンを狙い撃とうとするなどラフプレーこそあれど鼻つまみコンビ（ガスケットとランドバレット）ほど根は曲がっておらず、あくまでレースで勝負して正々堂々と勝利を収めることが第一で、スピーディアの最終レース後はオートランダーとスキッズと共に残り、第39話の回想ではニトロコンボイと彼らと共にムーを発掘し、第49話で彼らと中継トランスフォーマーと共に最終決戦に駆けつけた。
最終話である第52話ではエクシゲイザーとオートランダーとスキッズと鼻つまみコンビ（ガスケットとアームバレットと共にレースをし、彼らと共に彼に敗北し、新スペースブリッジ建設隊に行くニトロコンボイと彼と別れ、彼ら（鼻つまみコンビ（ガスケットとアームバレットは除く）と共にスピーディアに残った。その後のエピローグでは彼らと共にビークルモードに変形、彼らとブラーとスーパーカー型のトランスフォーマーたちと共にレースをしている様子が描かれた。
フォースチップを後部（ビークルモード時に挿入）にイグニッションすることにより、タイヤが展開して高速移動モードに変形し、ロボットモード（この時は背部に挿入）でのイグニッションにより、「ショルダーバルカン」を放つ。

中継トランスフォーマー
声 - 武虎 / スコット・マクニール
第14話から第18話までの予選レース中継で登場。ロボットモードのみでの登場で、ビークルモードの有無は不明である。第49話でオートランダーとスキッズとインチアップと共に最終決戦に駆けつけた。

バズソー / Buzzsaw
声 - 武虎
第19話の最終レース中継のみ登場。ヘリコプターに変形する。因みにロボットモードは劇中未登場。その後は全く登場しなかった。名前は本編では明かされなかったが、同話のエンディングではクレジットされている。
玩具はブラーとセット販売され、『マイクロン伝説』のサンドストームの仕様変更品で、セイバートロン星のフォースチップが付属しており、肩書きは空中攻撃兵になり、デストロンと位置付けられているが、本編での言及はない。名前は元を辿ればカセットロンの一員と同名だが、デザインは『ビーストウォーズ』の同名のキャラ（玩具のみでアニメには登場しない）を強く意識したものとなっている。サンドストームとはギアの位置が反転していて、「マイクロンブースターVer.3」に収録しているトリガーと組み合わせるには問題はないが、デストラクション系・アドベンチャー系のマイクロンと連動させるには分解し、ギアを組み直す必要がある。
付属しているギャラクシーコンボイファイルには、「通常のトランスフォーマーの視力よりも、数倍の眼力を持っており遥か彼方の敵をも容易に射程距離として捉えることができ、小回りの利く自慢の旋回飛行能力を活かしひらひらと舞いながら、攻撃を仕掛けていくスタイルは敵ながら見事であるとしか言えない」と記載されている。
フォースチップをビークルモード下部にイグニッションすることにより、ミサイルが発射され、ロボットモード（この時は腕部に挿入）での発動も可能になっている。

#### 惑星アニマトロス / Animatron
猛獣指揮官 ファングウルフ / Snarl
声 - 風間勇刀 / スコット・マクニール
- 全長：3.7m 重量：5.7t

第11話から登場。アニマトロスに住むサイドスの弟子の一人でフレイムコンボイの弟弟子。オオカミに変身する。武器は銃以外にも剣として使用可能なウルフェンショット。一人称は「俺」、もしくは「私」。当初は自分の力をアニマトロスの民に役立てようとフレイムコンボイに付いていたが、後にサイドスと共にギャラクシーコンボイとライガージャックからグランドブラックホールによる宇宙の危機を知り、事件を通じて彼の親友になり、アニマトロスの最終決戦後はサイバトロンに入隊した。
ギガロニアでは第47話でオートボルトに続いてサイバトロンを離脱し、ギャラクシーコンボイとニトロコンボイとライブコンボイとメガロコンボイとドレッドロックとガードシェルとライガージャックとバンガードチームとソニックボンバーとブレンダルとモールダイブとベクタープライムとルーツとマイクロンチームと子どもたちと別れ、フレイムコンボイと共にアニマトロスに戻り、第49話では彼を改めて説得させ、サイドスとダイノシャウトとテラシェーバーと共に最終決戦に駆けつけた。
最終話である第52話では1回戦に試合出場、最初にフレイムコンボイに敗北、2回戦に試合出場したライガージャックを応援したが、彼の勝利を祝い、新スペースブリッジ建設隊に行く彼とサイドスとダイノシャウトとテラシェーバーと別れ、彼と共にアニマトロスに残った。その後のエピローグでは恐竜トランスフォーマー5体と共に彼の修行を見守る様子が描かれた。
フォースチップを後頭部（ビーストモード時に挿入）にイグニッションすることにより、口から「パワーファング」が出現する（ただし、ロボットモードでは発動不可能になっている）。

自然保護員 サイドス / Backstop
声 - 田中正彦 / スコット・マクニール
- 全長：3.2m 重量：8.0t

第12話から登場。アニマトロスに住むフレイムコンボイとファングウルフの師匠。サイに変身する。一人称は「私」、もしくは「ワシ」。フレイムコンボイとファングウルフとライブコンボイからは「先生」と呼ばれている。争いをよしとしない暴力嫌いで、平和的な解決方法を常に模索している。フレイムコンボイはかつての弟子の一人だったが、彼とは思想の違いから決別してしまっており、ファングウルフと共にギャラクシーコンボイとライガージャックからグランドブラックホールによる宇宙の危機を知った。アニマトロスの最終決戦後はダイノシャウトとテラシェーバーと共に残り、第49話で民を真剣に思う心を見たフレイムコンボイをアニマトロスの真のリーダーと認め、彼らとファングウルフと共に最終決戦に駆けつけた。
最終話である第52話ではレフェリーとしてプロレスの試合を裁き、2試合連続で勝利を収めたフレイムコンボイをアニマトロスのリーダーと認め、アニマトロスに残る彼とファングウルフと別れ、ライブコンボイとロードストームと共に新スペースブリッジ建設隊に行き、彼と意気投合した。その後のエピローグでは彼らと改心したモンスタートランスフォーマー6体と共に氷の惑星に行き、探索している様子が描かれた。
フォースチップを後頭部（ビーストモード時に挿入）にイグニッションすることにより、前頭部から「ブラッディホーン」が出現する（ただし、ロボットモードでは発動不可能になっている）。

強襲戦闘員 ダイノシャウト / Undermine
声 - 木村雅史 / マーク・オリバー
- 全長：2.8m 重量：1.4t

第11話から登場。アニマトロスに住むフレイムコンボイの部下の一人。スピノサウルスに変身する。武器はテールハンマー（劇中未使用）。一人称は「俺」。フレイムコンボイとテラシェーバーと共にマスターメガトロンと手を組み、インチアップに続いて2番目にデストロンに寝返ってしまう。しかし、アニマトロスの最終決戦後はサイドスとテラシェーバーと共に残り、第49話で彼らとファングウルフと共に最終決戦に駆けつけた。
最終話である第52話ではテラシェーバーと共にフレイムコンボイを応援、彼の勝利に歓喜し、アニマトロスに残る彼とファングウルフと別れ、メガロコンボイと彼と共に新スペースブリッジ建設隊に行った。その後のエピローグでは彼らとシグナルランサーとロングラックとクレーン車型のトランスフォーマー2体と共に施設の建築を行っている様子が描かれた。
フォースチップを背びれ後部（ビーストモード時に挿入）にイグニッションすることにより、背びれ前部から「クレストソード」が出現し、ロボットモード（この時は後頭部に挿入）での発動も可能になっている。

空中諜報兵 テラシェーバー / Brimstone
声 - 加瀬康之 / テリー・クラッセン
- 全長：3.9m 重量：3.2t

第12話から登場。アニマトロスに住むフレイムコンボイの部下の一人。プテラノドンに変身する。一人称は「俺」。フレイムコンボイとダイノシャウトと共にマスターメガトロンと手を組み、インチアップに続いて2番目にデストロンに寝返ってしまう。しかし、アニマトロスの最終決戦後はサイドスとダイノシャウトと共に残り、第49話で彼らとファングウルフと共に最終決戦に駆けつけた。
最終話である第52話ではダイノシャウトと共にフレイムコンボイを応援、彼の勝利に歓喜し、アニマトロスに残る彼とファングウルフと別れ、メガロコンボイと彼と共に新スペースブリッジ建設隊に行った。その後のエピローグでは彼らとシグナルランサーとロングラックとクレーン車型のトランスフォーマー2体と共に施設の建築を行っている様子が描かれた。
フォースチップを後部（ビーストモード時に挿入）にイグニッションすることにより、翼から「スラッシュナイフ」が出現し、玩具ではロボットモード（この時は背部に挿入）での発動も可能になっている。

#### 地球 / Earth Planet
戦闘攻略員 オートボルト / Crosswise
声 - 望月健一 / マイケル・ドノヴァン
- 全長：3.8m 重量：5.2t

第23話から登場。古代より地球に移住したモンスターハンター。スポーツカーに変形する。武器はウイングボウガンと両腰部に配された後輪付近にあるキャノン砲（劇中未使用）。一人称は「俺」。察しが良く、性格が対照的なパートナーのライブコンボイと共に地球人から怪物と妖怪として知られているモンスタートランスフォーマーの脅威から地球を守ってきた。第25話でスタースクリームの反乱を機にライブコンボイと共にサイバトロンに入隊した。第37話でサイバトロンを離脱し、デモリッシャーと共にロードストームに続いて地球に残り、第49話で彼らと改心したモンスタートランスフォーマーと共に最終決戦に駆けつけた。
最終話である第52話ではライブコンボイとデモリッシャーと元デストロンのサンダークラッカーと共に地球平和協力隊を創設し、新スペースブリッジ建設隊のリーダーとして行くライブコンボイに代わって地球の新たなリーダーとなり、マイクロンチームと共に残った。その後のエピローグではスタントンに挨拶をしている様子が描かれた。
フォースチップを後部（ビークルモード時に挿入）にイグニッションすることにより、「フォースミサイル」を放ち、ロボットモード（この時は背部に挿入）での発動も可能になっている。必殺技はウイングボウガンから放つ「ウイングスプレッドボム」。

陸上暴走兵 ロードストーム / Lugnutz
声 - 木村雅史 / マイケル・アダムスウェイト
- 全長：2.8m 重量：1.5t

第28話から登場。自由を求める奔放的な地球デストロン。アメリカンバイクに変形する。武器はストームライフル。一人称は「俺」。「ヘイヘイヘイ!」が走る時の口癖。当初は第29話でクロミアと共にノイズメイズとモンスタートランスフォーマーに続いて最後にスタースクリームに付いていたが、後に第30話で彼女と別れ、最初に地球に残った。地球デストロンではあるがガスケットと共に戦闘中にくつろいだり、地球に帰還したデモリッシャーやスーパースタースクリームを心配する一面もある。第49話で改心したモンスタートランスフォーマーたちと共に最終決戦に駆けつけ、続く第50話で彼女と対峙した際、互いに裏切り者呼ばわりし合いながらも、彼女に「強い男が好きなの！」と言い放たれたが、「価値観がはっきりしてるとこ、嫌いじゃないぜ！」と言った。
最終話である第52話では改心したモンスタートランスフォーマーを引き連れ、ライブコンボイと意気投合し、彼とサイドスと共に新スペースブリッジ建設隊に行った。その後のエピローグでは彼らとうち6体と共に氷の星に行き、探索している様子が描かれた。
フォースチップをパニアケース後部（ビークルモード時に挿入）にイグニッションすることにより、「サイドマシンガン」を放ち、玩具ではロボットモード（この時もパニアケース後部に挿入）での発動も可能になっている。
玩具に付属しているギャラクシーコンボイファイルには、「彼がトランスフォーマーだと知らずに跨った人間を必ず争いや災いに巻き込みその様子を楽しむという、地球人にとっても厄介なデストロン戦士」と記載されているが、本編では乱暴な運転を披露しても人間に直接危害を与える様子は見せていない。

移民トランスフォーマー
第4話から登場。グランドブラックホールに飲み込まれるセイバートロン星から地球に避難したトランスフォーマーの一派。普段は地球の道具や乗り物に姿を変えて密かに潜伏、基本的にサイバトロンに協力している。第37話でブラーとスーパーカー型のトランスフォーマー（赤・黄色）とオートバイ型のトランスフォーマー2体とロングラックがデモリッシャーを仲間として出迎えた。
最終話である第52話ではセイバートロン星に戻った者、クレーン車型のトランスフォーマー2体と共に新スペースブリッジ建設隊に行った者、オートボルトとマイクロンチームと共に地球に残った者とそれぞれ違った道を歩んでいる。

ブラー / Blurr
スーパーカーに変形する。同型が赤、黄色と2種類に1体ずつ存在する。因みにロボットモードは劇中未登場。当初はコビーが他の地球人に見せびらかしたために違法改造ということもあり警察に押収されそうになってしまったが、高性能ラジコンとのことで難を逃れた。
最終話である第52話のエピローグではエクシゲイザーとスキッズとインチアップと同型（赤・黄色）たちと共にスピーディアでレースをしている様子が描かれた。
玩具はバズソーとセット販売され、『マイクロン伝説』のシルバーボルトの仕様変更品で、スピーディアのフォースチップが付属しており、肩書きは情報員になっている。
付属しているギャラクシーコンボイファイルには、「セイバートロン星から惑星スピーディアへフォースチップの情報収集に送り込まれた戦士で、卓越されたスピードと洗練された危険察知能力で敵地へ忍び込むその姿を見た者は誰もおらず、落ち着きの無い性格ではあるものの驚愕の早口と同様に彼の素早い仕事ぶりは大きな評価に値し、イグニッションでさらなるスピードアップを図ることができ、短距離の飛行も可能である」と記載されている。
フォースチップを後部（ビークルモード時に挿入）にイグニッションすることにより、フライトモードになり、ロボットモード（この時は背部に挿入）での発動も可能になっている。

シグナルランサー / Signal Lancer
声 - うすいたかやす / ポール・ドブソン
交通信号機に変形する。一人称は「俺」。同型が無数に存在する。当初は勝手に会話してローリに叱られていた。
最終話である第52話ではロボットモードにトランスフォームし、地球に残る電話ボックス型のトランスフォーマーと別れ、ロングラックとクレーン車型のトランスフォーマー2体と共に新スペースブリッジ建設隊に行った。その後のエピローグではメガロコンボイとダイノシャウトとテラシェーバーと彼らと共に施設の建築を行っている様子が描かれた。
ロボットモードは当初設定画のみの存在だったが、最終話である第52話で変形シーンごと登場し、変形シークエンスはデモリッシャーに酷似している。玩具の無いキャラクターでは珍しい事態である。また、その名の通りランサー（槍）状の武器を所有している。

ロングラック / Longrack
第37話から登場。ショベルカーに変形する。同型が1体存在する。因みにロボットモードは劇中未登場。
最終話である第52話ではシグナルランサーとクレーン車型のトランスフォーマー2体と共に新スペースブリッジ建設隊に行った。その後のエピローグではメガロコンボイとダイノシャウトとテラシェーバーと彼らと共に施設の建築を行っている様子が描かれた。
玩具はラナバウトとセット販売され、『マイクロン伝説』のグラップ・スーパーモードの仕様変更品で、セイバートロン星のフォースチップが付属しており、肩書きは惑星開拓員になっている。
付属しているギャラクシーコンボイファイルには、「セイバートロン星の軍隊学校を首席で卒業した頭脳明晰な戦士であり、少々優柔不断なところもあるが、慎重に戦況を捉え鋭く分析し、サイバトロン軍全体を勝利へと導いていき、自慢のロングアームでの攻撃は、イグニッションによりさらなるパワーを手に入れることができる」と記載されている。
フォースチップをショベルアーム側面（ビークルモード時に挿入）にイグニッションすることにより、ロングアームが展開し、ロボットモード（この時もショベルアーム側面に挿入）での発動も可能になっている。
この他にも潜水艦型、ダンプカー型、バス型、タクシー型、4WD型、オートバイ型、電話ボックス型、ジャンボジェット型、ごみ箱型など、様々なトランスフォーマーも登場する。

モンスタートランスフォーマー / Ancient Decepticons
第24話から登場。かつてライブコンボイたちと共に地球にやって来たトランスフォーマーの一派。しかし、地球で問題を起こしたためにライブコンボイとオートボルトに封印され、こう呼ばれるようになり、スタースクリームに解き放たれ、以降はノイズメイズに続いて2番目に彼に付くようになった。大勢での合体により、巨大空中戦艦になる。ほとんどはライブコンボイたちに再び封印されたが、うち一部は改心しており、第49話でオートボルトとデモリッシャーとロードストームと共に最終決戦に駆けつけた。
最終話である第52話では改心した者がロードストームに引き連れられた。その後のエピローグではそれぞれうち4体がギャラクシーコンボイとバックギルドとファストガンナーと共に惑星を探索している、うち6体がライブコンボイとサイドスと彼と共に氷の惑星に行き、探索している様子が描かれた。
その姿は怪物や妖怪の起源になったと言われている。
漫画版ではスタースクリームが倒されると全員が機能停止に陥った。

#### 惑星ギガロニア / Gigantion
ギガロニアのトランスフォーマーは建設作業に特化した巨大なビークルに変形、パートナーマイクロンは細かい作業を担当する。
第2期エンディング映像では全員第28話から第39話までシルエットだったが、第40話から解禁された。
ブレンダル / Quickmix
声 - 望月健一 / マイケル・デインジャーフィールド
- 全長：10.4m 重量：41.2t スピード：時速660キロ（ビークルモード時）

第40話から登場。ギガロニアに住むメガロコンボイの右腕。ミキサー車に変形する。一人称は「俺」。博学かつ物知りで、ギガロニアは新築工事を絶やさずに続けていることから、最初は「捨てた町には、立ち入るな！」という掟に従い、サイバトロンがギガロニアの最下層に行くことを良しとしなかったが、ギガロニアを防衛するためにメガロコンボイと共にサイバトロンに入隊した。ミキサーから放出するセメントは瞬間凝固させられ、第42話でアトランティスとデストロンの足止めに活躍し、第46話でシーンは無いものの、モールダイブと和解し、続く第47話で彼と共に見事なコンビネーションを決め、落ちてくる大岩から子どもたちを助けた。
最終話である第52話ではそれぞれ他の惑星に行くメガロコンボイとモールダイブと別れ、ニトロコンボイとオートランダーと共に新スペースブリッジ建設隊に行った（宇宙船に乗り込む際、オートランダーに敬語で「荷物持ちましょうか？」と気遣っていた）。その後のエピローグでは彼らと共にビークルモードに変形、惑星を疾走している様子が描かれた。
フォースチップをミキサー後部にイグニッションすることにより、「ミキシングキャノン」を放ち、玩具ではビークルモード（この時もミキサー後部に挿入）での発動も可能になり、アニメでの設定画が存在する。左腕には2連装砲を装備し、手に持って使うことも可能。
玩具は日本ではe-HOBBY SHOP限定のUSAエディションとして販売された。

キリブル / Stripmine
第42話から登場。ブレンダルのパートナーマイクロン。レーザー工作機（ドリル型掘削機）に変形する。普段はブレンダルのミキサーを操縦している。
最終話である第52話では地球に残るマイクロンチームと別れ、ニトロコンボイとオートランダーとブレンダルと共に新スペースブリッジ建設隊に行った。その後のエピローグではルーツとホリブルとブルブルと共に未登場。
玩具はブレンダルに同梱されている。

モールダイブ / Menasor
声 - 風間勇刀 / サムエル・ビンセント
- 全長：11.3m 重量：50.6t スピード：時速475キロ（ビークルモード時）

第40話から登場。ギガロニアに住む反抗期の若者。ドリル車に変形する。一人称は「俺」。現状に不満を抱いていたところをマスターメガトロンの口車に乗り、インチアップとフレイムコンボイとダイノシャウトとテラシェーバーとデモリッシャーに続いて最後にデストロンに寝返ってしまい、ニトロコンボイとライブコンボイ2体まとめてでも押し切れるパワーを披露、第45話でノイズメイズとサウンドウェーブに続いてバンガードチームに敗北し、その後援軍に現れたマスターガルバトロンに救出され、続く第46話でメガロコンボイと戦っていたが、途中ホリブルとパートナーマイクロンのブルブルに止められて自分の間違いに気付き、彼と和解（この時にメガロコンボイを「ボス」と呼んだ）、フレイムコンボイに続いて改心、デモリッシャーと彼に続いて最後にデストロンを脱退した。　シーンは無いものの、ブレンダルとも和解し、さらに続く第47話で彼と共に見事なコンビネーションを決め、落ちてくる大岩から子どもたちを助けた。
最終話である第52話ではそれぞれ他の惑星に行くメガロコンボイとブレンダルと別れ、ライガージャックと共に新スペースブリッジ建設隊に行き、ギャラクシーコンボイとルーツとバックギルドとファストガンナーと彼と共にアトランティス内でベクタープライムの幻影（ビジョン）を見た。その後のエピローグでは惑星を探索する彼ら（ルーツは未登場）と別れ、彼と共に他の惑星に行き、謎のトランスフォーマー4体と遭遇している様子が描かれた。
フォースチップをディーゼルエンジン後部（ビークルモード時に挿入）にイグニッションすることにより、「ジャイアントドリル」が発動し、玩具ではロボットモード（この時もディーゼルエンジン後部に挿入）での発動も可能になり、アニメでの設定画が存在する。右腕はパートナーマイクロンのブルブルと合体してジャイアントクラッシャーが展開するが、胸の機銃は劇中未使用。
DVD第12巻のブックレットでは、本編では描かれなかった彼の抱いていた不満が明かされている。異名が反抗期の若者と紹介されており、「自信にあふれた若者で、実際並外れた力と資質を持っているが、それをただ建築のためだけに使われるということに対して、自分は正当に扱われていないのではないか、もっと自分にしかできないことが他にあるのではないかという不満を抱いており、それは過剰な自信と表裏一体の将来に対する不安だったと言え、デストロンに加わったことで、彼が持て余していた力はサイバトロンとの戦いに発揮されるが、それでも彼の抱えていた漠然とした不安が解消されることはなく、マスターガルバトロンは部下が勝手に成果をあげればそれで良し、必要とあれば自分で行動するため、特別な命令を降すことはなく、本当に求めていたのは自分が認められ必要とされることであり、それが満たされない限り苛立ちは常に付きまとい、メガロコンボイと和解できたことは彼にとって幸いで、そうでなければ自分の怒りの理由も分からないまま破壊を繰り返すだけの存在となっていただろう」と記載されている。
玩具は日本ではe-HOBBY SHOP限定のUSAエディションとして販売された。『マイクロン伝説』以降となるエボリューションギミックを内蔵している。

ブルブル / Heavy Load
第46話から登場。モールダイブのパートナーマイクロン。ブルドーザー（ショベルダンプ）に変形する。普段はモールダイブの胸部に格納されている。
最終話である第52話では地球に残るマイクロンチームと別れ、ライガージャックとモールダイブと共に新スペースブリッジ建設隊に行った。その後のエピローグではルーツとホリブルとキリブルと共に未登場。
玩具はモールダイブに同梱されている。

#### デストロン / Decepticons
マスターメガトロン → マスターガルバトロン / Megatron → Galvatron
声 - 中田譲治 / デビッド・ケイ、トレバー・デュバル（第1話のみ）
- 全長：6.0m 重量：16.0t スピード：時速1,200キロ（ビークルモード時）、マッハ8（フライトモード時）

デストロンのリーダー。地球の乗り物はスキャンしておらず、車と戦闘機に変形する（マスターガルバトロンも同様）。一人称は「俺」、もしくは「私」で、偶に「俺様」になる（漫画版での一人称は「ワシ」）。背中にミサイルを装備し（強化後のマスターガルバトロンは未使用）、手から電撃を放つ攻撃を得意とする。プラネットフォースの力で新たな宇宙の創造者になろうとし、目的のためなら部下を平気で切り捨てる残忍かつ冷酷な策士である。セイバートロン星では第32話でソニックコンボイの手により、ファイヤースペースごと初期化されてしまうが、続く第33話で黒い霧をまとい、まさかの復活を遂げた。ギガロニアでは第40話でメガロコンボイに敗北したが、続く第41話でギガロニアのプラネットフォースの力でマスターガルバトロンに転生した。
マスターガルバトロンに転生した後の外見上は体色が黒と銀、顔の色が白から紫、目の色が緑から赤とG1メガトロンを思わせる色合いに変わっただけだが、戦闘能力は転生前より段違いとなり、サイバトロンの誰もが全く歯が立たない強さを持つ。切り札的な隠し武器は背部の両ウイングが前方に展開したガルバランチャーと暗黒の剣であるエネルゴンセイバー。ギガロニアでは第41話でその圧倒的な強さでサイバトロンを追い詰めたが、メガロコンボイからメガロアックスを借りたギャラクシーコンボイの「ギャラクシーギガクラッシュ」を受けて敗北し、続く第42話で新デストロン軍からデストロンマーク入りの雑巾で傷を癒されつつ、彼らがギガロニアのプラネットフォースを探索する時は「好きにしろ」と言い、第45話でモールダイブに勝利したバンガードチームを圧倒、援軍のために彼を救出し、続く第46話で仲間の信頼を失ったのか？と挑発してギャラクシーコンボイの気力を一時失わせたが、ベクタープライムの言葉で迷いを捨てたことや最初にギガロニアのプラネットフォースの力で巨大化したガードシェルによって形成が逆転し、彼の「ギャラクシーギガクラッシュ」を受けて再度敗北を喫し、さらに続く第47話でサイバトロンから4つのプラネットフォースとチップスクエアを強奪、その後スーパースタースクリームと直接対決をし、終始劣勢だったが、両者互角に全力を込めた一撃のぶつかり合いで勝利を収めた。
最終決戦では第49話でギガロニアのプラネットフォースの力でグランドブラックホールを拡大させ、続く第50話でギガロニアのプラネットフォースの力で新デストロン軍を巨大化させ、ガードシェルに続いてギガロニアのプラネットフォースの力で自身も巨大化し、各惑星のコンボイと戦っていたが、部下すら顧みない傍若無人さが災いして彼らの逆鱗に触れて敗北。その後プラネットフォースとチップスクエアをグランドブラックホールに投げ込んで悪あがきをするもソニックコンボイたちの意地によりそれも失敗し、部下たちからは捨て駒扱いされた不満から全員に離脱されてしまう。さらに続く第51話で一度は野望を「俺の野望もここまでか…」と諦めかけたが、突如垣間見たスタースクリーム（姿はスーパースタースクリーム）とノイズメイズとサウンドウェーブの幻影（ビジョン）に「諦めるのか？」と煽られ、自分の戦いに決着をつけるべくアニマトロスのバーニアを襲撃してギャラクシーコンボイと1対1の激闘に挑んだ。この戦いではガルバランチャーとエネルゴンセイバーもフルに活用し、両者互角に渡り合いつつもエネルゴンセイバーでギャラクシーコンボイにとどめを刺す寸前まで追い詰めたが、ベクタープライムのスパークから託されたベクターソードを装備した彼の一突きでエネルゴンセイバーを割られ、胴体も貫かれて三度敗北を喫し、消滅した（この対決は勇者エクスカイザーのオマージュ）。
最終話である第52話のプロローグでは前話で消滅する寸前にはなかった「ギャラクシーコンボイ…」と呟くシーンが追加された。その後のエピローグではスパークはまだ生きており、別次元（トランスフォーマーにとって「あの世」とも言うべき場所）にて同じくスパークになったベクタープライムと戦い続けている様子が描かれた。
マスターメガトロンはフォースチップをジェットエンジン（ビークルモード時に挿入）にイグニッションすることで、超加速能力が発動し、玩具ではフライトモード（この時もジェットエンジンに挿入）での発動も可能になり、ロボットモード（この時は背部の両ウイングに挿入）でのイグニッションにより、「デスクロー」）を左腕部、「デスマシンガン」を右腕部に装備し、マスターガルバトロンは引き続きフォースチップを背部の両ウイングにイグニッションすることで、「デスクロー」を左腕部、「デスマシンガン」を右腕部に装備し、玩具では引き続きビークルモードとフライトモード（この時はジェットエンジンに挿入）でのイグニッションにより、超加速能力（劇中未使用）の発動も可能になっている。必殺技はガルバランチャーから発射する「デスキャノン」（玩具の説明書に書かれていない必殺技だが、再現自体は可能）。
マスターメガトロンは開始前のトレーラー映像ではメガビークルからの変形バンクを見せていたが、劇中では一度も見せず（ただし、第13話までのオープニング映像では使用されている）、終了後のジャンクションでは第3話から第13話まで担当し（映像は第3話の流用）、視聴者に向かって「来週も会おう」と言っており、意外に優しい一面も見せ、第2期オープニング映像では第41話、エンディング映像では第40話まで登場し、強化後のマスターガルバトロンは第41話のエンディング映像からマスターメガトロンが変更した形で登場し、続く第42話のオープニング映像でも登場した。第43話から第44話、第48話は未登場（ただし、オープニング映像とエンディング映像には登場）。
マスターガルバトロンはDVD第13巻（最終巻）のブックレットでは、異名が孤独なる闇の帝王と紹介されており、「自らの敗北に対する怒りより生まれたマスターガルバトロンは、以前よりも徹底的にあるいは偏執的なまでに、自己の絶対性を行動原理にし、かつてのマスターメガトロンであれば、スピードでニトロコンボイに敗れようと、仲間との結束でギャラクシーコンボイに敗れようと、それが自分の優位を脅かすものとは考えもせず、力で相手を粉砕できるだけの確信があったからであったが、今はかつてより強大な力を得ているにもかかわらず、自らのいかなる敗北をも決して許しはせず、ギャラクシーコンボイが仲間との信頼によって打ち破ったのなら、その信頼をも上回る力で仲間ごとねじ伏せること、それこそが彼が絶対者として自らに課した条件であり、スーパースタースクリームを激戦の末に破った後、こうした傾向はさらに強まっていき、それはさながら至高の座を目指しながら果たせなかったスタースクリームの執念が彼に乗り移ったかのようでもあり、ひたすらに絶対性を求めた果てに待つものは宇宙か彼自身、どちらの破滅でしかなく、彼の最大の敵はプライマスでもギャラクシーコンボイでもなく、終わりなき野望に身を焦がす彼自身であったのかも知れない」と記載されている。
マスターガルバトロンの玩具は日本では数量限定で販売された。カラーリング以外はマスターメガトロンと同一仕様のため、ダークライガージャック/ライガージャックとのリンクアップ（合体）も可能になっている。
肩書きはマスターメガトロンでは破壊大帝だったが、マスターガルバトロンに転生した後は真破壊大帝になった。

ライガーメガトロン / Megatron Dark Claw Mode
- 全長：6.0m 重量：24.4t

第34話から登場。マスターメガトロンとダークライガージャックがリンクアップ（合体）した姿。ダークライガージャックが巨大な片腕（アームモード）に変形し、マスターメガトロンの左腕部（玩具では右腕部でも可能）に合体する。
ダークライガージャックが消滅した第40話を最後に登場しなくなった。
フォースチップを腕部にイグニッションすることにより、ダーククローが展開し、そのまま相手に目掛けて突撃する「ライガーデスブレイク」が発動する。
ライガーガルバトロン / Galvatron Dark Claw Mode
玩具のみでリンクアップ（合体）できる形態で、劇中未登場。マスターガルバトロンとダークライガージャックがリンクアップ（合体）した姿。ダークライガージャックが巨大な片腕（アームモード）に変形し、マスターガルバトロンの左腕部、もしくは右腕部に合体する。

航空参謀 スタースクリーム → スーパースタースクリーム / Starscream → Supream Starscream
声 - 黒田崇矢 / マイケル・ドブソン
- 全長：4.2m→不明 重量：5.4t→不明

デストロンのナンバー2。地球の乗り物はスキャンしておらず、独特の形状をしたジェット機に変形する（強化後のスーパースタースクリームも同様）。武器はナル光線キャノンとレーザーガンとスターショット（スターショットはビークルモード時のみ使用）。一人称は「私」で、偶に「俺」（漫画版では一貫している）になる。己の力に絶大な信頼を置き、真っ向勝負の戦いを好むが、目的のためにコビーを二度も殺そうとするなど、マスターメガトロンと同様に手段を選ばない非道な一面も見せた。最初はマスターメガトロンの右腕として振る舞っていたが、徐々に本性を表していき、その執念深さでサイバトロン・デストロンとは別の第三勢力として暗躍した。
地球では第24話でギャラクシーコンボイとガードシェルとライガージャックを氷の中に監禁させ、さらにマスターメガトロンとサンダークラッカーとガスケットとデモリッシャーを宇宙空間に幽閉して一時的に動きを封じると同時に復活した地球デストロンのリーダーとなり、第26話でライガージャックに左肩のバーテックスブレードを折られてライガーコンボイのライガーグランドブレイクで重傷を負うが、コビーにスターショットの照準を定めて不意打ちし、サイバトロンから3つのプラネットフォースとチップスクエアを強奪したことを契機にデストロンを裏切り、第30話でチップスクエアに秘められたプライマスのスパークを吸収することで巨大化、スーパースタースクリームにパワーアップした。
スーパースタースクリームにパワーアップした後は『トランスフォーマー ザ・ムービー』において初代スタースクリームが被っていたものと酷似したデザインの王冠を頭部に被り、他のトランスフォーマーの数倍以上はあろうかという巨大なボディと地球の大陸1つを破壊できるほどの強大な力と強固なバリアを入手したものの、完璧にコントロールするのに時間が掛かり、プライマス並みに大きくなったり、逆に小さくなったりすることがよくあった。第31話で圧倒的な強さを見せつけ、サイバトロンを苦戦させるが、ギャラクシーコンボイとソニックボンバーがリンクアップしたソニックコンボイに敗北し、その後はセイバートロン星での戦いで乗っ取った戦艦アトランティスを拠点にサイバトロン、マスターメガトロン率いるデストロンと三つ巴の戦いを展開し、第33話でプライマスにも何度も戦いを挑むが力及ばずマップを落としてベクタープライムに取り戻され、第38話でプライマスの放ったエネルギー波を直接吸収、自らも惑星サイズに巨大化し、再びプライマスと戦い不完全な状態では有利だったが、完全に起動した彼には手も足も出ずに敗北した。
ギガロニアではサイバトロン・デストロンより遅れて到着、第42話でバドとホップとバンパーを奪還しようとするサイバトロンと激突するも、アトランティス内に留まっていたのが仇となり、ノイズメイズが自分の目的のために活動しようと離反され、ブレンダルのセメント漬けで逆に幽閉されて孤立し、第46話でついに脱出に成功し、あと一歩のところでギガロニアのプラネットフォースをも強奪しようと手を伸ばしたが、最初にギガロニアのプラネットフォースの力で巨大化したガードシェルに敗北、続く第47話でマスターガルバトロンと直接対決をし、終始優勢だったが、両者互角に全力を込めた一撃のぶつかり合いで敗北を喫し、シーンは無いものの、王冠が頭部から分離してスタースクリームの姿に戻り、ファイヤースペースに飛ばされて生存した。第51話でマスターガルバトロンが見た幻影（ビジョン）にスーパースタースクリームの姿でノイズメイズとサウンドウェーブと共に現れ、彼の奮起を促すような言葉を投げかけ、その際に頭部から分離した王冠は彼によって握り潰された。
最終話である第52話ではファイヤースペースでソニックボンバーに発見された。その後のエピローグではファイヤースペースで現れて合流した彼とガードシェルとデモリッシャーと戦っている様子が描かれたが、足だけの状態で登場したため、左肩の「バーテックスブレード」は修復したのか（もしくはライガージャックに折られたまま）、バーテックスキャノンのままになっているのかどうかは不明になっている。
スタースクリームはフォースチップを背部にイグニッションすることで、両肩から「バーテックスブレード」、スーパースタースクリームはフォースチップを肩部にイグニッションする事で、右肩から引き続き「バーテックスブレード」、左肩から第26話の地球での戦いでライガージャックに折られたバーテックスブレードに代わって新たに「バーテックスキャノン」が出現する（ただし、ビークルモードではいずれも発動不可能になっている）。必殺技はバーテックスブレード展開時に刀身を横に振りかぶり、突風状の衝撃波を起こし、相手を吹き飛ばす「バーテックスストーム」。
新デストロン軍 / New Decepticon Army
マスターメガトロンの部下。ギガロニアでは第42話でサウンドウェーブが自分の目的のために活動しようと離反したため、第47話時点で4人生き残った。
最終決戦では第50話でマスターガルバトロンにギガロニアのプラネットフォースの力で巨大化させられ、サイバトロンと戦っていたが、彼に捨て駒にされたことを知り、彼を見限ってデストロンを離脱、続く第51話でサイバトロンに協力した。
最終話である第52話では最初は別々に行動していたが、その後は独立愚連隊としてデストロンのエンブレムが付いている宇宙船（ロケット）に乗り、マスターガルバトロンより強い男を探して旅立った。しかし、その後のエピローグでは乗っていた宇宙船（ロケット）が砂漠の惑星（火星）に墜落し、解散している様子が描かれた。
航空兵 サンダークラッカー / Thundercracker
声 - 田中一成 / マーク・オリバー
- 全長：3.9m 重量：4.0t

第2話から登場。後からマスターメガトロンとスタースクリームに合流した好戦的かつお調子者のデストロン兵士。戦闘機に変形する（地球に来た際に玉になった状態でスキャンした）。武器は両翼に配されたミサイル。一人称は「俺」で、偶に「俺様」になる。向こう見ずでもあり、あっさりやられたりすることも多く、敵前逃亡したことでフレイムコンボイのデスフレイムで炙られたり、スーパースタースクリームに応戦するためにフレイムコンボイ、ガスケット、ランドバレットの3体に乗られ「呼ばれて飛び出てヨヨヨのヨー」と弱音を吐いたり、ドレッドロックとクロミアの戦いに巻き込まれたり、自らの必殺技で目を回したり、ブレンダルに啖呵を切ったためにセメントで報復を受けたりと被害が多い。そのためか、自分が何でも命令を聞いているはずのマスターメガトロンからもほとんど相手にされず、スタースクリームからもあしらわれることが多いが、実力はそれなりにあり、その気になれば、ギャラクシーコンボイに手傷を負わせたりスーパースタースクリームも驚くほどの攻撃力を持つ。
ギガロニアでは第43話でドレッドロックと互角の対決をしたこともある。
最終話である第52話ではお手製のサイバトロンのエンブレムと鉢巻きを付けて正義に目覚め、ライブコンボイとオートボルトとデモリッシャーと共に地球平和協力隊を創設したが、アームバレット（ランドバレットの強化形態）に強制的に同乗者としてデストロンのエンブレムが付いている宇宙船（ロケット）に乗せられ、ガスケットにサイバトロンのエンブレム、クロミアに鉢巻きをはがされてしまい、その際に「せっかく正義の味方になれたのに～！」と泣き叫んだ。その後のエピローグでは頭が抜けない状態になり、彼らと共に彼女に見捨てられている様子が描かれた。
フォースチップをビーム砲後部にイグニッションすることで、「サンダーヘル」（漫画版ではヘルサンダー）を放ち、ビークルモード（この時もビーム砲後部に挿入）での発動も可能になっており、主に武器を使った様々な技を編み出すが、どれも名前がやたらと長い（「大回転サンダーヘル乱れ花火」・「サンダーヘル・スーパー地獄スペシャルデラックス（DX）」などで、それぞれ強さは様々だがかなり強力な場合もあった）。
二輪奇襲兵 ガスケット / Ransack
声 - 平田広明 / ルイス・チリロ、サムエル・ビンセント（第46話のみ）
- 全長:2.8m 重量：1.4t

第5話から登場。スピーディアに住むクレイジーな鼻つまみコンビ（自称「暴走コンビ」）のツッコミ担当でランドバレットの相棒。オートバイに変形する。一人称は「僕」または「僕チン」。「パ〜ラパラパラパラー!」が口癖。ランドバレットと共にマスターメガトロンと遭遇し、彼からの脅迫をきっかけにデストロン兵士となり、スピーディアの中継トランスフォーマーからちっちゃいとからかわれたり、アニマトロスでランドバレット共にニトロコンボイの口車に乗せられて自滅したり、マスターメガトロン不在時にフレイムコンボイへバトルロワイヤルを提案し、ランドバレットとサンダークラッカー共に組んで彼を蹴落とそうとするが返り討ちに遭うなど、ギャグ面が濃くなった。
最終話である第52話ではアームバレット（ランドバレットの強化形態）と共にスピーディアに戻り、エクシゲイザーとオートランダーとスキッズとインチアップと彼と共にレースをし、彼らと共に彼に敗北し、クロミアにアプローチしたが、フラれた挙げ句に彼と喧嘩を繰り広げ、正義に目覚めたサンダークラッカーからサイバトロンのエンブレムをはがした。その後のエピローグでは彼らと共に彼女に見捨てられ、彼と共に唖然としている様子が描かれた。
フォースチップを武器にイグニッションすることで、「エグゾーストショット」を放ち、ビークルモード（この時は後部に挿入）へのイグニッションにより、「エグゾーストブースト」が発動する（ただし、ロボットモードでは発動不可能になっている）。
終了後のジャンクションでは第41話でサンダークラッカーとアームバレット（ランドバレットの強化形態）と共に担当した。
ランドバレット → アームバレット / Crumplezone → Dark Crumplezone
声 - 中嶋聡彦 / マーク・アチェソン
- 全長：4.8m→5.5m 重量：13.5t→17.7t

第5話から登場。スピーディアに住むクレイジーな鼻つまみコンビ（自称「暴走コンビ」）のボケ担当（アームバレットに転生した時は逆にツッコミ担当だった）でガスケットの相棒。スピードバギーに変形する。一人称は「おいら」（漫画版での一人称は「俺」）。「オ〜ラオラオラオラー!」が口癖。ガスケットと共にマスターメガトロンと遭遇し、彼からの脅迫をきっかけにデストロン兵士となり、ニトロコンボイとレースで対決するマスターメガトロンを親分と呼ぶ、チューンナップをガスケット共に施すも坂道を突破できずに墜落しニトロコンボイとエクシリオンに弾き飛ばされる、他のキャラクターたち（インチアップやロードストーム）に踏み潰されてペラペラになるなど、ギャグ面が濃くなった。セイバートロン星では第33話でランブルの群れによる襲撃で逃げずに応戦したが重傷を負い、続く第34話でマスターメガトロンの黒い霧の力でアームバレットに転生した。
アームバレットに転生した後は装甲スピードバギーに変形する。体色は緑系統と灰色から赤系統と黒へと変わり、デザインは禍々しくなり、火力や体当たりもパワーアップし、ニトロコンボイへのリベンジは果たしたが、直後にエクシゲイザーの「ダブルエクスショット」でガスケット共々倒されるなど、役回りは結局変わっておらず、やられっぷりは健在になっている。
最終話である第52話ではガスケットと共にスピーディアに戻り、エクシゲイザーとオートランダーとスキッズとインチアップと彼と共にレースをし、彼らと共に彼に敗北し、クロミアにアプローチしたが、フラれた挙げ句に彼と喧嘩を繰り広げ、正義に目覚めたサンダークラッカーを強制的に同乗者として宇宙船（ロケット）に乗せた。その後のエピローグでは彼らと共に彼女に見捨てられ、彼と共に唖然としている様子が描かれた。
ランドバレットはフォースチップを背部にイグニッションすることで、「ランドバズーカ」を放ち、ビークルモード（この時は後部に挿入）での発動も可能になり、アームバレットはフォースチップを背部にイグニッションすることで、「アームバズーカ」（海外版では「ダークバズーカ」）を放ち、玩具ではビークルモード（この時は後部に挿入）での発動も可能になっている。
漫画版ではデストロンに加入せず、アームバレットにもなっていない。
アームバレットの玩具はブレンダルやモールダイブと異なり、劇中登場キャラクターだが日本では未発売。
肩書きはランドバレットでは三輪強襲兵だったが、アームバレットに転生した後は豪腕三輪強襲兵になった。
海洋戦闘兵 クロミア / Thunderblast
声 - 桑谷夏子 / マリキー・ヘンドリクス
- 全長：3.9m 重量：2.6t

第27話から登場。享楽的かつ日和見主義的な地球デストロンで女性兵士。モーターボート風の工作船に変形する。武器はファントムランチャー（4連装のミサイル砲）とビークルモード時の機首付近の機銃。一人称は「私」。地球人にはローレライの化身として恐れられていた。男性トランスフォーマーには強さを求めており、当初はクールな性格だったため、独断で行動し、ドレッドロックから「じゃじゃ馬」と呼ばれた際、彼に「マドモアゼル・クロミアと呼びなさい！」と反論の意味も込めて言い、その後第29話でロードストームと共にノイズメイズとモンスタートランスフォーマーに続いて最後にスタースクリームに付いていたが、後に第30話で彼と別れ、再び独断で行動し、続く第31話でスーパースタースクリームに付いていたが人使いが荒い彼に懲り懲りしたこともあり、同じくらい強いマスターメガトロンに付いていた方が幸せになれそうだからと懇願し、鼻つまみコンビ（ガスケットとランドバレット）に続いてデストロン兵士となる。
ギガロニアでは第43話でローリを「チビっ子（第51話では小娘）」と呼んで挑発したことで口論が始まり、やがてソニックボンバーをも巻き込んでの大乱闘へと発展したこともあり、彼女と彼から「おばさん」と呼ばれてしまい、敗北した際に「おばさん言うな～！クロミアちゃ～んって、呼んでね～！」と叫び、第47話でマスターガルバトロンとスーパースタースクリームが激突した際には勝った方には付けば良いとも考えており、第50話でロードストームと対峙した際、互いに裏切り者呼ばわりし合いながらも、彼に「私は強い男が好きなの！」と言い放ったが、「価値観がはっきりしてるとこ、嫌いじゃないぜ！」と言われた。
最終話である第52話ではアニマトロスでフレイムコンボイ、スピーディアでエクシゲイザーに「勝った方と結婚してあげるわよ～！」とアプローチしたが、全く聞いていなかったため、失敗に終わり、鼻つまみコンビ（ガスケットとアームバレットから逆にアプローチを受け、「近寄らないで、弱い男に興味ないから！」とあっさり断り、正義に目覚めたサンダークラッカーから鉢巻きをはがした。その後のエピローグでは呆れて激怒し、彼らを見捨てている様子が描かれた。
フォースチップをファントムランチャー後部（ビークルモード時に挿入）にイグニッションすることで、「ファントムウェーブ」（第29話から発動）を放ち、ロボットモード（この時もファントムランチャー後部に挿入）での発動（第30話、第50話で発動）も可能になっている。

#### プラネットX（エックス）/ Planet X
スパイ ノイズメイズ / Sideways
声 - 千葉進歩 / テッド・コール
- 全長：3.7m 重量：3.7t

第12話から登場。両軍に味方（あるいは敵対）するスパイ。 スペースファイターに変形する。武器はウィングハルバード。一人称は「俺」。一時期は最初にスタースクリームに付いていたが、その真の目的はギガロニアへの復讐である。第18話でライガージャックに捕まった際、自らを「私はトランスフォーマー特命刑事」と嘘をついたり、メカに弱かったり、子どもたちの仕掛けた罠に簡単に引っかかったりなどと間抜けな部分もある。また、結構ものぐさで、第35話で暇潰しにテレビを見ようとしたり、G1のサウンドウェーブに似たラジカセ（最終話である第52話のエピローグではサウンドウェーブが同一と思われるラジカセを肩に担いでいることから、本来の持ち主が自分と推測されている）で音楽（第2期オープニングテーマ「IGNITION-イグニッション!」（叱られた後も流れていた）を流したが、海外版ではサウンドトラック1のトラック26に収録されているBGM「僕らの味方」（叱られた際に停止した）になった）を聴いて鼻歌を唄ったりしていたが、その直後にスーパースタースクリームにそれよりもアトランティスを修理しろと叱られた。また、第43話のギガロニアの記録映像ではプラネットX（エックス）を侵攻した際に白いボディのノイズメイズが多数登場していたが、彼らとの関係は不明になっているが、続く第44話の回想では「我々の祖先」と呼んでいる（DVD第13巻（最終巻）の特典玩具ではノイズメイズ量産型バージョンという名前で付属された）。
ギガロニアでは第42話で目的のために活動しようとスーパースタースクリームの元から離反、その後サウンドウェーブと再会し、彼と共に復讐のために動き出し、第44話でバンガードチームと対峙し、幻覚で彼らを苦しめたが、バックギルドの機転で幻覚を打ち破られ、彼らに敗北し、第47話でサイバトロンと対峙、最終的に復讐に固執したが、チップスクエアを強奪しようとした際に彼らの激突に巻き込まれ、シーンは無いものの、別次元の宇宙に存在するプラネットX（エックス）に飛ばされて生存した（ただし、自分はサウンドウェーブと共にサイバトロンに心配されることは無かった）。なお、台詞は無いが、第51話でスタースクリーム（姿はスーパースタースクリーム）と共にマスターガルバトロンを煽った幻影（ビジョン）に登場した。
最終話である第52話のエピローグではサウンドウェーブとキラーコンドルと共に別次元の宇宙に存在するプラネットX（エックス）に到着した様子が描かれた。
フォースチップを武器にイグニッションすることで、遠近両用の「ブラインドアロー」が展開し、ビークルモード（この時は後部に挿入）での発動（第23話で発動）も可能になり、エンブレムがサイバトロンからデストロンに変化し、性格が凶暴になる。
第35話の次回予告（第36話予告）では囲碁が得意という意外な一面を見せた。

情報参謀 サウンドウェーブ / Soundwave
声 - 武虎 / ロバート・O・スミス、ゲイリー・チョーク（第39話のみ）
- 全長：4.1m 重量：4.1t

第38話から登場。ギガロニアを探すマスターメガトロンとサンダークラッカーとガスケットとアームバレット（ランドバレットの強化形態）とフレイムコンボイとクロミアの前に現れたデストロン兵士。ステルス機に変形する。武器はヘキサゴンと呼ばれる六角形の物体とブラストガン（第47話で使用）。一人称は「私」。声には他のトランスフォーマーたちよりエフェクトを大きめに掛けられており、ヘキサゴンのキラーコンドルを使って情報を収集している。その背後の事情ゆえか、仲間意識が強く、ノイズメイズとは親友同士である。また、第40話でサイバトロンと初遭遇した際、クロミアに「特技は声真似」と紹介されていた。サウンドに関しては少しうるさく、マイクを持つ際に小指を立てる癖がある。
ギガロニアでは第41話で目的のために活動しようとマスターガルバトロン率いるデストロンから離反、続く第42話でノイズメイズと再会し、彼と共に復讐のために動き出し、第44話でバンガードチームと対峙し、幻覚で彼らを苦しめたが、バックギルドの機転で幻覚を打ち破られ、彼らに敗北し、第47話でサイバトロンと対峙、最終的に復讐に固執したが、チップスクエアを強奪しようとした際に彼らの激突に巻き込まれ、シーンは無いものの、別次元の宇宙に存在するプラネットXに飛ばされて生存した（ただし、自分はノイズメイズと共にサイバトロンに心配されることは無かった）。なお、台詞は無いが、第51話でスタースクリームと共にマスターガルバトロンを煽った幻影（ビジョン）に登場した。
最終話である第52話のエピローグではノイズメイズとキラーコンドルと共に別次元の宇宙に存在するプラネットXに到着した様子が描かれた。
玩具ではフォースチップを背部にイグニッションすることにより、ハッチが開いてヘキサゴンが展開し、ビークルモード（この時は後部に挿入）での発動も可能になっている。
エンディング映像では第37話までシルエットだったが、第38話から解禁した。
終了後のジャンクションでは第44話でノイズメイズと共に担当した。

キラーコンドル / Laserbeak
第38話から登場。サウンドウェーブの相棒でコンドル型のトランスフォーマー。通常はヘキサゴンとなり、サウンドウェーブの胸部に格納されている。
最終話である第52話のエピローグではノイズメイズとサウンドウェーブと共に別次元の宇宙に存在するプラネットXに到着した様子が描かれた。

#### その他のトランスフォーマー
次元監視官 ベクタープライム / Vector Prime
声 - 速水奨 / リチャード・ニューマン
- 全長：5.2m 重量：12.0t

時空の番人と呼ばれる時を操る力を持つ古代のトランスフォーマー。宇宙母艦に変形する。武器はベクターソード。一人称は「私」。マイクロンチームを保護、パートナーマイクロンのルーツを左腕部に装備している。戦闘能力は高くないが、各惑星へのワープや時間を巻き戻すタイムリバースを使用できる。しかし、エネルギーの消耗の激しさゆえに多用はできない。グランドブラックホールによるセイバートロン星の危機にサイバトロンの前に姿を現し、プラネットフォースの存在を伝え、その4つを集めることで、グランドブラックホールから宇宙を救えると教えた。プラネットフォースのマップを作り出したものの、直後にマスターメガトロンにマップを奪われ、異世界からの来訪者ということもあり、最初はサイバトロンに馴染めなかったが、次第に協力関係となっていき、以後はサイバトロンに積極的に手を貸し、フォースチップの存在を伝え、後に第30話でスーパースタースクリームが放置していた3つのプラネットフォースとチップスクエア、第33話で彼からマップを取り戻した。ギガロニアでは第47話でスーパースタースクリームは死亡していないと明言し、彼とマスターガルバトロンの一撃による衝撃でスペースブリッジが破壊され、続く第48話で疑似スペースブリッジを作るも失敗し、帰還手段を失って脱出不可能となったサイバトロンを元の世界に帰還させて救うべく、マップをお別れの印にバドに託し、マイクロンチームとパートナーマイクロンのルーツにも別れを告げてお礼を言い、自分の命と引き換えにタイムリバースを使用、サイバトロンをスペースブリッジ破壊前の時間帯へと送り届けて消滅した（ただし、スパークは残っているため、完全に死亡したというわけではなく、その後もバドに託したマップを媒介にしてサイバトロンを影から支援し続けている）。
最終話である第52話では新スペースブリッジ建設隊に行くギャラクシーコンボイとパートナーマイクロンのルーツとバックギルドとファストガンナーとライガージャックとモールダイブがアトランティス内で見た幻影（ビジョン）に登場した（ただし、台詞は無い）。その後のエピローグでは別次元）にて同じくスパークになったマスターガルバトロンと戦い続けている様子が描かれた。
フォースチップを胸部にイグニッションすることで、「タキオンフィールド」が発動する。
現在の設定では創造神プライマスによって生み出された「最初の13人のトランスフォーマー」の1人であり、プライマスによってあらゆる時空を監視する役割を与えられたとされる。そのため、『トランスフォーマー オルタニティ』など三部作とは異なる世界を舞台にした作品にも時空を越えて現れている。
ルーツ / Safeguard
第10話から登場。ベクタープライムのパートナーマイクロン。戦闘機に変形する。普段は銃としてベクタープライムの左腕部に装備されている。総じて子供っぽいマイクロンの中でベクタープライムからの信頼の厚い沈着冷静な年長者らしく、主に探査に活躍する。また、敵に取り付いてその居場所を示すなど、体を張った行動も見せた。
最終話である第52話では発射台を寂しそうに見上げるなど、ベクタープライムからの信頼の厚さがうかがえ、地球に残るマイクロンチームと別れ、ギャラクシーコンボイとバックギルドとファストガンナーと共に新スペースブリッジ建設隊に行き、彼らとライガージャックとモールダイブと共にアトランティス内で彼の幻影（ビジョン）を見た。その後のエピローグではホリブルとキリブルとブルブルと共に未登場。
玩具はベクタープライムに同封されていたが、食玩『マイクロンギャラクシー』では単品で販売された。
巡視員 マイクロンチーム / Recon Mini-Con Team
ベクタープライムと共に旅をしてきたチーム。ホップ以外は言葉を話せず、ホップが通訳に回る。主に子どもたちを乗せての活動が任務。
最終話である第52話では新スペースブリッジ建設隊に行くルーツとホリブルとキリブルとブルブルと別れ、オートボルトと共に地球に残り、子どもたちと暮らしている。その後のエピローグでは10年後に地球に帰還したギャラクシーコンボイと共にコビーとローリの結婚式に参列した。
玩具はセット販売され、食玩『マイクロンギャラクシー』ではよりアニメに近い彩色のものが単品販売された。
星域巡視員 ホップ / Jolt
声 - 桑島法子 / ブライアン・ドラモンド
- 全長：2.0m 重量：0.8t

ヘリコプターに変形する（第2話でコビーが持っていた雑誌からヘリコプターをスキャンした）。一人称は「私」、もしくは「わたくし」。柔軟な発想を持った礼儀正しい少年のようで、相手に「さま（様）」と付けて呼ぶ。ただし、子どもたちは本人たちの意向で普通に呼んでいる。ピンチになるとうろたえやすいのが玉にキズ。ベクタープライムと共に旅をしてきたため、短時間ではあるものの、ワープを使用できる。主にコンピューターの操作に活躍する。また、プライマスの言葉を聞き入れることができる。この時の自分は体が金色に輝く。その姿はキャンペーン商品である「プラティナムファクター」を意図したものと推測される。
終了後のジャンクションでは第51話で子どもたちと共に担当した（映像は第48話の流用）。

惑星巡視員 ブリット / Six-Speed
- 全長：1.8m 重量：0.6t

スーパーカー変形する（第2話でコビーが持っていた雑誌からスーパーカーをスキャンした）。地球の文化、特に本に興味を持っている。

軌道巡視員 バンパー / Reverb
- 全長：1.8m 重量：0.9t

4WDに変形する（第2話でコビーが持っていた雑誌から4WDをスキャンした）。映画に興味を持っており、バドと気が合っている。

索敵兵 ランブル / Scrapmetal
- 全長：3.0m 重量：7.5t

第30話から登場。グランドブラックホールに飲み込まれたセイバートロン星に巣食っていた謎のトランスフォーマー（後に他の惑星からやって来た宇宙の星々を荒らし回るトランスフォーマーと判断された）。クモ型戦車に変形する。赤、青、黄色の3種類が無数に存在する。第37話を最後に登場しなくなったが、コビーが赤のうち1体だけを捕獲したことで、コビーランブルとして復活した。
玩具ではセイバートロン星のフォースチップが付属し、ニードルライフル後部にイグニッションすることにより、「キラーランセット」が展開し、ビークルモード（この時もニードルライフル後部に挿入）での発動も可能になっている。また、コビーランブルも玩具ではイグニッションギミックは可能になっている。

コビーランブル / Cobybot
- 全長：3.0m 重量：6.5t

第42話から登場。コビーが捕獲し、ガードシェルを修理した経験を生かして修復し、バックギルドと共に改装した赤いランブルのうちの1体。コクピットと頭部の色が赤からコビーの目のように緑へ変わり、頭部パーツとエンブレムを改修しただけで、それ以外のパーツ形状は変化しておらず、以前と同じくクモ型戦車に変形する。武装はほとんど取り外されたが、コビーの天才的な操縦テクニックはそれを補って余りある。また、バドのアイデアでホバー走行機能が追加された。なお、乗っているコビーが会話するとランブルも口を動かすようになっている。
玩具はトイザらス限定発売のソニックコンボイセットに同梱され、地球のフォースチップが付属し、コビー専用ランブルという名前になっている。

創造神 プライマス / Primus
声 - 玄田哲章 / マイケル・ドノヴァン
- 全長・重量：共に不明

第32話から登場。プラネットフォースを創り出した宇宙の創造神。その正体はセイバートロン星が変形した惑星型のトランスフォーマーだった。武器は背中の2連レーザーのプラネットキャノン、両腕に装備しているブライトネスショット、両足から展開するフォースブースター。一人称は「私」。当初はホップを通じてしか会話が出来なかったが（海外版ではジョルト（ホップの英名）役のブライアン・ドラモンドとマイケル・ドノヴァンが一緒に担当している）、3つのプラネットフォースの力で復活した。初起動時はプラネットフォース3つだけの不完全な復活だったが、それでもグランドブラックホールの拡散を防いだり、第33話および第38話で襲い掛かってきたスーパースタースクリームを遥かに圧倒するパワーを誇る。そして第50話で4つのプラネットフォースの力で完全起動した時は4つの戦艦を合体させた超戦艦ノアでグランドブラックホールを消滅させた。その後はセイバートロン星の姿に戻り、プラネットフォースの力で有機物と無機物がバランス良く一体となり、地球に近い美しい惑星となった。
フォースチップを腕部にイグニッションすることで、「ブライトネスショット」（第38話で発動）を展開する。また、他のキャラクターと異なり「フォースチップ、イグニッション！」（海外版では「Cyber Key Power！（サイバーキーパワー！）」）の掛け声がない。必殺技はプラネットキャノン、ブライトネスショット、フォースブースターを一斉掃射し、惑星や大艦隊を一撃で消滅させる「マキシマム・ビッグバン」と腕から発生させたエネルギーで月を牽引して鎖鉄球のような状態にして振り回して先端の月を相手に叩きつける「ムーンアタック」（第38話で使用し、コビーが即興で付けた技名になっている）。
終了後のジャンクションでは第50話で担当した。
玩具は放送終了後に発売された。ナンバーは「00」、パッケージも初代TFを意識したデザインとなっている。海外初期出荷分にはユニクロンの傷ついた頭部が付属し、これは国内ではe-HOBBY SHOP限定発売となっている。劇中未登場だが、超巨大スペースシップにも変形できる。国内版は海外版より軟質素材が柔らかくチップスクエアの一部素材が異なるが、フォースチップの裏面に海外版と同じくコードが描かれている。

闇獣神 ダークライガージャック / Nemesis Breaker
- 全長：4.5m 重量：8.4t

第34話から登場。ライガージャックの心の闇がマスターメガトロンの黒い霧で具現化して、誕生した黒いライガージャック。ライオン（玩具ではダークライオン）に変身する。オリジナルに比べ、ホップ以外のマイクロンと同様、言葉を話せないが、意思を持ち、主であるマスターメガトロンに懐いていた。なお、ロボットモードはリンクアップ時のシーン、第36話でアトランティスを見つけた直後、第39話でデストロンがギガロニアに到着した直後に披露したが、その姿での戦闘シーンはなく、続く第40話でメガロコンボイの「メガロクラッシュ」をライガーメガトロンが受けた時に吹き飛ばされて黒い霧に戻って消滅し、これを最後に登場しなくなった。
フォースチップを前脚部（ビーストモード時に挿入）にイグニッションすることで、「ダーククロー」が発動し（劇中未使用）、玩具ではロボットモード（この時は腕部に挿入）での発動も可能になっている。また、マスターメガトロンとリンクアップ（合体）することで、ライガーメガトロン、玩具では転生後のマスターガルバトロンともリンクアップ（合体）することで、ライガーガルバトロンが誕生する。

#### アニメ未登場キャラクター
追跡員 オートマイクロン  / Street Speed Mini-Con Team
『マイクロン伝説』のストリートスピードマイクロン（オート、ニトロ、ジーク）の仕様変更品。色を塗り替えただけにしか見えないが、パーツはほぼ全て新規造形である。
玩具に付属しているギャラクシーコンボイファイルには、「遠き星から移ってきた、小さいながらもスピードに長けた戦士たちで、マイクロンチームと同種のトランスフォーマーだが、その小さな体から生み出される信じられないスピード能力は大きく戦況を左右させる力を備えている」と記載されている。

潜伏員 スロー / BackTrack
黄色いスーパーカーに変形する。

戦術家 シアーナ/ Oval
青いスーパーカーに変形する。

護衛戦士 ガゼンダ / Spiral
赤いスーパーカーに変形する。

軌道破壊兵 ラナバウト / Runamuck
スポーツセダンに変形する。武器はクラックショット。
玩具はロングラックとセット販売され、『マイクロン伝説』のステッパーの仕様変更品で、地球のフォースチップが付属しており、新規の銃の代わりに「マイクロンブースターVer.3」に収録しているゲージが問題なく搭載できる。
付属しているギャラクシーコンボイファイルには、「マスターメガトロンの命により、地球でのフォースチップ探索の任に就いた破壊兵で、探索のために人間の目から身を隠しているが、その苛立ちが募ると、爆発物を仕掛けては、地球のサイバトロン戦士を誘き出し戦いを挑んだりし、戦況が不利になると、エアロモードで一瞬のうちに姿をくらます戦功者でもある」と記載されている。
フォースチップをボンネット後部（ビークルモード時に挿入）にイグニッションすることで、エアロモードになり、ロボットモード（この時もボンネット後部に挿入）での発動も可能になっている。

光速司令官 ダークニトロコンボイ
レーシングカーに変形する。

情報参謀 サウンドブラスター
ステルス機に変形する。

ヘルバズソー
サウンドブラスターの相棒でコンドル型のトランスフォーマー。通常はヘキサゴンとなり、サウンドブラスターの胸部に格納されているというG1キャラを意識した設定になっている。

ユニクロン / Unicron
本編には登場しないが（第33話での説明では邪神と表現されている）、設定上では大きくこの世界に関わっている。DVD第9巻のブックレットでは、本編では伏せられた本来の設定が掲載されており、グランドブラックホールは前作『スーパーリンク』での消滅の影響により、発生したものと明言されている。また、プラネットX（エックス）はマスターメガトロンにより、スパークを吸収された肉体の再生機能のみが時空を超えた世界で暴走して生まれたものと明言されており、そのプラネットX（エックス）のトランスフォーマーであるノイズメイズとサウンドウェーブも実は配下で、彼らもまた復活を画策していたとされる。
海外版では名を伏せることは無く、本来の設定に近い形で放送された。

### 地球人

#### 子どもたち
コロラド州ロッキー山脈の麓の小さな町に暮らす子どもたち。
コビー / Coby Hansen
声 - 玉木有紀子 / サムエル・ビンセント
- 身長：165cm（1.65m） 体重：53kg（0.053t）

本作品の地球人側の主人公。ティムとバドに挟まれた3人兄弟でローリの幼馴染み。フルネームはコビー・ハンセン。ローリとは同級生の14歳（10年後は24歳）。一人称は「僕」（漫画版では「俺」だったが、第4話以降からアニメ版同様になる）。慎重かつクールな性格で、機械は生き物と思っている。腕っ節は良い方ではないが、ここ一番という時では危険を省みない男らしい一面も見せる。当初は優秀なティムに対してコンプレックスを抱いていたが、徐々に兄と打ち解けていった。
学校の成績は散々だが、トランスフォーマーシリーズに登場する少年の中でも特にメカニックの知識が豊富であり、地球に墜落したガードシェルを修理し、スピーディアの最終レースではエクシリオンに乗り込み、勝利に導いた。そのため、サイバトロンの中でも特にガードシェルとエクシリオンとは深い友情で結ばれている。また、ギガロニアでは第42話で破壊された赤いランブルのうち1体を修復し、コビーランブルにするなどの才能を発揮し、鼻つまみコンビからホップを安全に救出する、前線に出向いていたファストガンナーに代わって仲間の修理と手当てなどを一手に引き受けるなど、天才ぶりを見せた。
ローリとはストーリーを重ねる毎に徐々に惹かれ合い、彼女とほとんど婚約に近い約束をするほど親密、人間側の登場人物では指折りのカップルになり、最終話である第52話のエピローグでは10年後に宇宙飛行士の夢と約束を叶えて彼女と結婚した。
第1話から第37話の前半までは青いジャケットを着ていたが、第37話の後半以降はジャケットを脱ぎ、白いシャツになった。

ローリ / Lori Jiménez → Lori Hansen
声 - 森永理科 / サラ・エドモンドソン、キアラ・ザニ（第25話、第26話、第52話のみ）
- 身長：159cm（1.59m） 体重：47kg（0.047t）

本作品の地球人側のヒロイン。コビーとバドの幼馴染み。フルネームはローリ・ヒメネス（10年後はローリ・ハンセン）。コビーとは同級生の13歳（10年後は23歳）。一人称は「私」。両親の願望による田舎の生活に退屈しており、自然の中で遊ぶのもあまり好きな方ではないが、大劇場やファーストフード店などのある多様な都会の生活を好む。気の強いしっかり者で、自分の勘に自信を持っており、コビーとバドの行動をたしなめることも多い。サイバトロンすら圧倒させる気迫を持ち、第3話でサイバトロン基地建設の際、指揮を執ったことがある（内装などは自分の趣味がかなり入っている）。また、アニマトロスでは第22話で地球人代表として話し合いに参加、フレイムコンボイを説得した。さらに、ギガロニアでは第43話でクロミアをライバル視、ソニックボンバーと協力して（こき使い?）見事撃破した。
トランスフォーマーに対しても自然体で接することから、ニトロコンボイやフレイムコンボイからは家族同然に慕われている。
コビーとはストーリーを重ねる毎に徐々に惹かれ合い、彼とほとんど婚約に近い約束をするほど親密、人間側の登場人物では指折りのカップルになり、最終話である第52話のエピローグでは10年後に宇宙飛行士の夢と約束を叶えて彼と結婚した。
第1話、第3話から第37話の前半までは黒と赤の服に着替え、第37話の後半以降は赤と白の服になった。第2話でアトランティスの紋様と酷似しているマークが描かれている紺色と赤色の服を着ていた（この時の髪型はツインテール）。

バド / Bud Hansen
声 - 黒川万由美 / ライアン・ヒラキダ
- 身長：144cm（1.44m） 体重：40kg（0.04t）

ティムとコビーの弟でローリの幼馴染み。フルネームはバド・ハンセン。11歳（10年後は21歳）。一人称は「僕」。ティムとコビーのことは「お兄ちゃん」（漫画版ではコビーのことは最初はアニメ版同様に「お兄ちゃん」と呼んだが、途中から「兄さん」になった）と呼ぶ。腕白な性格で第6話で宇宙に行きたいと言い出したり、第12話でギャラクシーコンボイたちに水泳を教えたこともあるムードメーカー的な存在。かなりの映画オタクで、特にB級映画について詳しい。子どもたちの中で一番柔軟な頭の持ち主で、故にマイクロンの言葉も分かる。第36話でアトランティスのワープに巻き込まれてホップとバンパーと共に連れ去られてしまったが、その間は非常食でしのいでいたらしい（バドが持っていたのか、それともアトランティスに備えられていたのかは不明である）。ギガロニアでは第42話で仲間たちに助けられ、第45話でフレイムコンボイに「真のリーダー像」について講義し、彼を最初に改心させ、サイバトロンへと招き入れた。
最終話である第52話では新スペースブリッジ建設隊出発前にマップをギャラクシーコンボイに返却した。その後のエピローグでは10年後に自分の夢だった映画監督を成就させ、オスカー賞を受賞し、サイバトロンのエンブレムがデザインされているネクタイを着け、コビーとローリの結婚式に参列した。
第1話から第42話までは白と緑の服を着ていたが、第42話以降はローリが持ってきた黒い服に着替えた（ただし、第38話から大幅に変更されたオープニング映像では先行して公開されている）。

#### 子どもたちの親族
ハンセン家
コビーの父 / Robert Hansen
声 - 望月健一 / マーク・オリバー
フルネームはロバート・ハンセン。
第19話でコビーの回想シーンにて、「悔しさを知っているヤツだけが強くなれるんだ」と助言した他、最終話である第52話のエピローグでは10年後にコビーとローリの結婚式に参列した。

コビーの母 / Mrs. Hansen
声 - 小林希唯、豊嶋真千子 / ニコール・オリバー
最終話である第52話のエピローグでは10年後にコビーとローリの結婚式に参列した。

ティム / Tim Hansen
声 - 諏訪部順一、千葉進歩（第26話以降）/ テリー・クラッセン
コビーとバドの兄で大学生。フルネームはティム・ハンセン。一人称は「僕」。普段は図書館でアルバイトしており、偶に家に帰ってくる。なぜか愛車がよく故障するのが悩みの種になっている。第37話で宇宙に旅立ちたいというコビーの話でトランスフォーマーを認識し、頼って電話を掛けてくれたことが結果としてコビーと打ち解けるきっかけになった。
最終話である第52話では愛車が故障した際に消防署長に助けられた。その後のエピローグでは10年後に彼女と結婚し、2人の間に女の子が生まれ、コビーとローリの結婚式に参列した。

ヒメネス家
ローリの父 / Ernesto Jiménez
声 - 平田広明 / マイケル・ドブソン
フルネームはエルネスト・ヒメネス。
最終話である第52話のエピローグでは10年後にコビーとローリの結婚式に参列した。

ローリの母 / Gloria Jiménez
声 - 平田絵里子 / リサ・アン・ベレー
フルネームはグロリア・ヒメネス。
最終話である第52話のエピローグでは10年後にコビーとローリの結婚式に参列した。

#### その他の親族
フランクリン / Mike Franklin
声 - 西凛太朗 / マイケル・ドブソン
第3話から登場。アメリカ軍大佐。フルネームはマイク・フランクリン。一人称は「私」もしくは「俺」。トランスフォーマーの存在を確かめるため、子どもたちを監視していた。少々行動が強引だったため、子どもたちからはサイバトロンの敵になる存在と疑われたが、その理由は少年時代にライブコンボイに救われたことの真実を確認するためだった。第27話で自分の真意を打ち明けてからはサイバトロンに協力するようになり、政府とサイバトロンを秘密裏に結ぶ架け橋的な存在とし、その後サイバトロンが公認の存在となり、地球人と共存するきっかけにもなった。
最終話である第52話では大統領と握手を交わし（回想のみ）、ライブコンボイに乗り、人類代表として宇宙平和会議に参加、プラネットフォースの今後のあり方を提示、新スペースブリッジ建設隊出発前に秘密を共有したルーシーに不器用な言葉ながらもプロポーズし、良い返事が貰えた。その後のエピローグでは10年後に地球に帰還した彼女と結婚し、一児を授かり、コビーとローリの結婚式に参列した。

ルーシー・スズキ → ルーシー・フランクリン / Lucy Suzuki → Lucy Franklin
声 - 豊嶋真千子 / タバサ・セント・ジェルマン
第15話から登場。女性考古学教授。名古屋出身の日系アメリカ人。一人称は「私」。ギャラクシーコンボイに輪を掛けて天然ボケ気味でのんびりとした性格。子どもたちよりトランスフォーマーのことを知るが、もともと異星人については肯定的だったため、あっさりと受け入れた。掃除が苦手で、自身の研究室はかなり散らかっているのが玉にキズ。
最終話である第52話では地球人から外惑星探査チームのリーダーとして新スペースブリッジ建設隊に行った。その後のエピローグでは10年後に地球に帰還した際にフランクリンと結婚し、一児を授かり、コビーとローリの結婚式に参列した。

#### その他の地球人
スタントン / Stanton
声 - うすいたかやす / テリー・クラッセン
最終話である第52話のエピローグでは地球の新たなリーダーとなったオートボルトに挨拶をしている様子が描かれた。

消防署長
声 - 黒田崇矢 / マーク・オリバー
第9話では出動しようとした際にサイバトロンのビークルモードに驚き、最終話である第52話ではティムの愛車が故障した際に彼を助けた。

大統領 / Gabriella Constanza
声 - 多岐川まり子 / ニコール・オリバー
フルネームはガブリエラ・コンスタンザ。
最終話である第52話の回想ではフランクリンと握手を交わした。

### その他
ナレーター
声 - 速水奨

## 戦艦
作中では主にスターシップと呼ばれる。
アトランティス / Atlantis
太古の昔、地球に飛来していたサイバトロンの宇宙船。チップスクエアを積んだまま大西洋のバミューダ海域に沈んでいた。第35話でスーパースタースクリーム（スタースクリームの強化形態）に占拠され、彼の牙城と化してしまうが、第48話でサイバトロンが奪還した。
最終話である第52話ではギャラクシーコンボイ、ルーツ、バックギルド（バックパックの強化形態）、ファストガンナー（ファストエイドの強化形態）、ライガージャック（ジャックショットの強化形態）、モールダイブを新スペースブリッジ建設隊として乗せた。

ムー / Ogygia
スピーディアに飛来していた宇宙船。第39話でギガロニアに行く際のサイバトロンの旗艦となった。
最終話である第52話ではニトロコンボイ、オートランダー、ブレンダルを新スペースブリッジ建設隊として乗せた。

レムリア / Hyperborea
アニマトロスに飛来していた宇宙船。神殿の真下に封印されており、第49話で登場する。
最終話である第52話ではライブコンボイ、サイドス、ロードストームを新スペースブリッジ建設隊として乗せた。
パンゲア / Lemuria
ギガロニアに飛来していた宇宙船。最下層に封印され、ギガロニアのプラネットフォースが積まれており、第46話で登場する。
最終話である第52話ではメガロコンボイ、ダイノシャウト、テラシェーバーを新スペースブリッジ建設隊として乗せた。

ノア / Ark
第49話から登場。4つの戦艦が合体して誕生したサイバトロン史上最大、最強の宇宙戦艦。ノアキャノンというプライマスの唯一にして最強の武器としても使用され、第50話でグランドブラックホールを完全に消滅させ、後にメインエンジンは第51話でアニマトロスを元の星域に戻すのに用いられた。

## 用語
グランドブラックホール / Unicron singularity
突如現れ、宇宙をも飲み込まんとする巨大なブラックホール。遥か昔にプライマスと共に生まれた悪の存在がマトリクスを継ぐ者（コンボイ、マイスター、ウルトラマグナス、ロディマスコンボイ）に倒されたことにより、善と悪のバランスが崩れた歪みとしてこの時代に生まれたもので、実質ラストボス（厳密ではマスターメガトロン（後のマスターガルバトロン）がラストボス）といえる存在。
DVD第9巻のブックレットでは、本編では伏せられた本来の設定が掲載されており、この悪の存在はユニクロン（本編では第33話での説明にて邪神と表現されている）で、前作『スーパーリンク』で完全消滅の影響により、発生したものと明言されている。
上記の過程ゆえに通常のブラックホールとは異なり、星々に留まらずに時間をも飲み込んでしまい、最終的には銀河そのものを無に変え、通常のブラックホールを消滅できるセイバートロン星の技術力でも消滅させることは不可能だった。
猛威を振るい続けており、目覚めたプライマスによって拡大が抑えられていたが、第49話でマスターガルバトロン（マスターメガトロンの強化形態）の手により、奪ったギガロニアのプラネットフォースの力で拡大が早められ、遠く離れた位置の地球にも影響が出るほど進行していたが、続く第50話で各惑星のコンボイの協力により食い止められ、最終的に戦艦ノアが放ったノアキャノンによって消滅した。

フォースチップ / Cyber Key
トランスフォーマーがパワーアップできるエネルギーチップ。イグニッション（挿入）することにより、隠された能力を発揮する。所属する陣営や役目によって与えられる封印解放用の派生と思われるキーが複数存在する。第6話でのファストエイド（後のファストガンナー）の分析によるとデザインはある程度の分類があり、用いるトランスフォーマーに強く影響を与えた星のデザインになるらしい。

フォースチップのデザイン
セイバートロン星
フォースチップの形状と色は、所属軍によって違う。
サイバトロンの場合はサイバトロンのエンブレムと白い枠に囲まれており、ギャラクシーコンボイのみ青と金の枠で、マトリクスをモチーフにしている形状になっている。
デストロンの場合はデストロンのエンブレムと白い枠に囲まれており、マスターメガトロンのみ灰色の枠で、強化後のマスターガルバトロン（漫画版では未登場）はアニメ版ではそのままだったが、玩具ではクリアオレンジになった。

ベクタープライム
歯車をモチーフにしたデザインとなり、色は水色で、プラネットフォースを象徴する惑星のエンブレムが5つ入っている。

地球
太陽と月（日食）を思わせるデザインで、色は青で、ライブコンボイのみ枠が金。

惑星スピーディア
速度計を思わせるデザインで、色は赤で、ニトロコンボイのみ枠が金。

惑星アニマトロス
牙と爪と爬虫類の皮膚を思わせるデザインで、色は緑で、フレイムコンボイのみ枠が金。

惑星ギガロニア
歯車を思わせるデザインで、色は紫で、メガロコンボイのみ枠が金。

プラネットX（エックス）
デストロンのエンブレムがデザインされ、色はクリアオレンジ。

所持者
本編で使用した者を中心に記す。

サイバトロン
セイバートロン星
ギャラクシーコンボイ（ライガーコンボイはアニマトロスのフォースチップ、ソニックコンボイはセイバートロン星のフォースチップをセット）、ドレッドロック、ジャックショット（ライガージャックはアニマトロスに変化）、バンガードチーム（エクシゲイザー、バックギルド、ファストガンナー）、ソニックボンバー

地球
ガードシェル（漫画版では未使用）、バックパック（バックギルドはセイバートロン星に変化）、ファストエイド（ファストガンナーはセイバートロン星に変化）、ライブコンボイ、オートボルト（漫画版では未使用）、デモリッシャー（漫画版では未使用）

惑星スピーディア
エクシリオン（エクシゲイザーはセイバートロン星に変化）、ニトロコンボイ、オートランダー、スキッズ、インチアップ（漫画版では未登場）

惑星アニマトロス
ライガージャック、フレイムコンボイ、ファングウルフ、サイドス、ダイノシャウト、テラシェーバー

惑星ギガロニア
メガロコンボイ（漫画版では未使用）、ブレンダル（漫画版では未登場）、モールダイブ（漫画版では未登場）

デストロン
セイバートロン星
スタースクリーム

地球
サンダークラッカー、クロミア（漫画版では未登場）、ロードストーム（漫画版では未登場）

惑星スピーディア
ガスケット、ランドバレット（後にアームバレット（漫画版では未登場）に強化）

プラネットX（エックス）
ノイズメイズ（漫画版では未使用）

プラネットフォース / Cyber Planet Key
プライマスによって作られたグランドブラックホールをも消滅させるともいわれるエネルギー。第19話でスピーディアのプラネットフォース（プラネットカップのトロフィーに隠されていた）、第22話でアニマトロスのプラネットフォース（玉座に隠されていた）を入手、第26話で地球のプラネットフォースを発見したが、スタースクリーム（後のスーパースタースクリーム）に強奪されてしまい、第30話で放置していたところをベクタープライムが取り戻し、第32話でチップスクエアに集まり、プライマスが復活した。ただし、キーにプールされているエネルギー量は決められているのか、スタースクリーム（後のスーパースタースクリーム）がプライマス起動用のキーを悪用した結果、プライマスが起動不全に陥る現象も見られた。その後、第46話でスーパースタースクリーム（スタースクリームの強化形態）にギガロニアのプラネットフォースを強奪されずに入手し、続く第47話でチップスクエアに集まり、グランドブラックホールを食い止めているプライマスの元へ行こうとしたが、マスターガルバトロン（マスターメガトロンの強化形態）にも強奪されてしまい、第49話でグランドブラックホールを拡大、続く第50話で新デストロン軍（サンダークラッカー、鼻つまみコンビ（ガスケット、アームバレット（ランドバレットの強化形態））、クロミア）を巨大化され、自分を巨大化、グランドブラックホールの中に入れて消滅させようとしたが、ニトロコンボイとフレイムコンボイとライブコンボイとメガロコンボイが取り戻し、その際に彼らの巨大化が解け、大きさが元に戻った。

チップスクエア / Omega Rock
アトランティスに隠されてあったプラネットフォースを収めるための台座。第13話でギャラクシーコンボイが獲得し、サイバトロンが所持し続けていたが、第26話でスタースクリームに強奪されてしまい、第30話でプライマスのスパークを吸収し、スーパースタースクリームにパワーアップさせたが、放置していたところをベクタープライムが取り戻し、第32話で3つのプラネットフォースが集まり、プライマスが復活した。しかし、第47話でマスターガルバトロン（マスターメガトロンの強化形態）にも強奪されてしまい、第50話でグランドブラックホールの中に入れて消滅させようとしたが、ソニックコンボイが取り戻した。

マップ / Planet Map
プラネットフォースの在り処を示した球状型のアイテム。第1話でベクタープライムが作り出すものの、マスターメガトロン（後のマスターガルバトロン）に奪われてしまう。その後、偽物（後に第24話で叩き壊した）だったことが判明し、本物はスタースクリーム（後のスーパースタースクリーム）が所持していたことが判明する。第33話でベクタープライムがスーパースタースクリーム（スタースクリームの強化形態）から取り戻した。第48話でバドに託し、最終話である第52話で新スペースブリッジ建設隊のリーダーとして行くギャラクシーコンボイに返却された。

ファイヤースペース / Fire Dimension
地獄のような燃え盛るデストロンの本拠地。第32話のセイバートロン星での戦いでソニックコンボイの手により、マスターメガトロン（後のマスターガルバトロン）ごと初期化されてしまうが、無事であったことが判明する。後に最終話である第52話のエピローグではこの場所が登場し、現れて合流したソニックボンバーとガードシェルとデモリッシャーがスタースクリーム（足だけの状態）と戦っている様子が描かれた。
海外版では前作『スーパーリンク』でのエネルゴンの太陽であると設定されている。

## 英語版
アメリカでは『Transformers: Cybertron』のタイトルで2005年9月19日から2006年10月2日までカートゥーンネットワークなどで放送された。前作までとは独立したストーリーで描かれた日本版と違い、『Armada』と『Energon』の続編として設定され、それに合わせて一部の台詞や映像にも変更が加えられている。だが、すり合わせが行われずに日本版の設定のままで矛盾が生じている箇所も見受けられる。また、以下のキャラクターは過去のシリーズの同名キャラと同一人物として扱われている。
- Optimus Prime（『マイクロン伝説』コンボイ、『スーパーリンク』グランドコンボイ、『ギャラクシーフォース』ギャラクシーコンボイ）
- Hot Shot（『マイクロン伝説』ホットロッド、『スーパーリンク』ホットショット、『ギャラクシーフォース』エクシリオン）
- Jetfire（『マイクロン伝説』ジェットファイヤー、『スーパーリンク』スカイファイヤー、『ギャラクシーフォース』ドレッドロック）
- Landmine（『スーパーリンク』ランドマイン、『ギャラクシーフォース』ガードシェル）
- Red Alert（『マイクロン伝説』ラチェット、『ギャラクシーフォース』ファストエイド）
- Wing Saber(『スーパーリンク』ウイングセイバー、『ギャラクシーフォース』ソニックボンバー)
- Megatron(『マイクロン伝説』メガトロン、『スーパーリンク』ガルバトロン、『ギャラクシーフォース』マスターメガトロン)
- Starscream（『マイクロン伝説』スタースクリーム、『スーパーリンク』ナイトスクリーム、スタースクリーム）
- Sideways（『マイクロン伝説』ダブルフェイス、『ギャラクシーフォース』ノイズメイズ）

## スタッフ
- 企画 - 仁村満里（テレビ愛知）、平雄一郎、SAMANTHA LOMOW、山田昇
- 原案 - 東宏幸 、STEVE DRUCKER
- プロデューサー - 鈴木勇人[22]（テレビ愛知）、原直司[23]（テレビ愛知）、宮崎武洋、山崎正彦、泉智也、梶田浩司
- シリーズ構成 - まさきひろ
- 設定- タカラ
- 設定協力 - 幸日差志、椎木隆太、谷東
- 映像協力 - 尾留川宏之
- 3D総監督 - 金田貞徳
- キャラクターデザイン - 熊膳貴志
- モデリングディレクター - 今義和
- ビジュアルディレクター - 瀬藤健嗣
- 美術監督 - 木下和宏
- 色彩設計 - 梅崎ひろこ
- 撮影監督 - 牛島あゆみ
- 編集 - 堀内隆 、三嶋章紀
- 音響監督 - 鶴岡陽太
- 音響効果 - 倉橋裕宗
- 音響製作 - 楽音舎
- 音楽 - 大橋恵
- 音楽プロデューサー - 野崎圭一、藤田純二
- 音楽協力 - テレビ愛知ミュージック、ビクターエンタテインメント、フューチャービジョンミュージック
- 連載 - テレビマガジン、てれびくん、コミックボンボン
- アニメーションプロデューサー - 斎藤史
- ラインプロデューサー - 鷹木純一
- アニメーション制作 - GONZO
- 総監督 - 角銅博之
- 監督 - 小野学
- 制作 - テレビ愛知、we've、東急エージェンシー

### 英語版スタッフ
- 製作総指揮 - スティーブ・ドラッカー
- 音声演出 - テリー・クラッセン
- ストーリー - アーロン・アーチャー
- 台本 - デヴィッド・マックダーモット、ジェームズ・W・ベイツ、マーク・ハンドラー、セス・ワルサー、ステファニー・シェー
- 製作著作 - ハズブロ

## 主題歌

### オープニングテーマ
「CALL YOU... 君と僕の未来」（第1話 - 第27話）
作詞 - 清水しょうこ / 作曲・歌 - 柿島伸次 / 編曲 - 水島康貴
本編の映像を流用しているのが特徴で、第14話、第20話、第21話は映像が一部変更された。また、第19話、最終話である第52話では挿入歌としても使用された。
「IGNITION-イグニッション!」（第28話 - 第52話）
作詞 - 清水しょうこ / 作曲 - 富樫則彦 / 編曲 - 水島康貴 / 歌 - CHINO
第28話から第37話までは本編の映像や前期オープニング映像を流用していたが、第38話から新規映像になり、第41話、第42話、第50話は映像が一部変更された。また、フルバージョンとは違い、テレビサイズでは歌詞の一部が省略されている。

### エンディングテーマ
「いつも」（第1話 - 第27話）
作詞 - 三重野瞳 / 作曲・編曲 - 水島康貴 / 歌 - いっせいともか
「Growing up!!」（第28話 - 第52話）
作詞 - 三重野瞳 / 作曲・歌 - 柿島伸次 / 編曲 - 水島康貴
物語の進行と共にシルエットになったキャラクターが解放されるのが特徴。第30話、第33話、第34話、第36話、第37話、第38話、第39話、第40話で解禁された。映像は第51話まで使用され、最終話である第52話は主要キャラクターのその後を描く映像になった。

### 英語版テーマソング
「Transformers Cybertron Theme」
主にインストゥルメンタル版が変形バンクに使用されている。

## 各話リスト
各話開始時にはその回のメインになるキャラクター（トランスフォーマーの場合は声にエフェクトが掛かっていない）がサブタイトルコールを担当する。演出はサイバトロンのエンブレムが回転した後、アトランティスのマークの後ろにサブタイトルが表示される。なお、第51話のみ特殊で、通常の演出は無く、画面が黒くなった後にサブタイトルが表示された。BGMは第1話から第27話までサウンドドラック1のトラック9に収録されている「キャッチ」が流れたが、第28話から第50話、最終話である第52話はそのアレンジが流れた。
| 放送日        | 話数 | サブタイトル 英語版サブタイトル                                 | 脚本       | 絵コンテ        | 演出               | 作画監督           |
| ------------- | ---- | --------------------------------------------------------------- | ---------- | --------------- | ------------------ | ------------------ |
| 2005年 1月8日 | 1    | 聖なる故郷 セイバートロン星崩壊!? Fallen                        | まさきひろ | 小野学          | 小野学             | 薮野浩二           |
| 1月15日       | 2    | トランスフォーマーとの遭遇 Inferno                              | まさきひろ | 小寺勝之        | 井草かほる         | 崎山知明           |
| 1月22日       | 3    | 秘密基地を守れ! Haven                                           | 大和屋暁   | 長尾粛          | 長尾粛             | 小林冬至生         |
| 1月29日       | 4    | 地球での暮らし方教えます Hidden                                 | 石川学     | 千葉道徳        | わたなべぢゅんいち | 村上龍一           |
| 2月5日        | 5    | チップスクエアを探せ! Landmine                                  | 吉村元希   | 中山正恵        | 岡嶋国敏           | 高橋成世           |
| 2月12日       | 6    | 驚異の惑星スピーディア Space                                    | まさきひろ | 森本正木        | 鎌仲史陽           | 輿石暁             |
| 2月19日       | 7    | 最速の勇者ニトロコンボイ Rush                                   | 阪口和久   | 森本正木        | 川崎満             | 薮野浩二           |
| 2月26日       | 8    | 激闘!スタースクリーム Speed                                     | まさきひろ | 永村伸二        | 武山篤             | 崎山知明           |
| 3月5日        | 9    | 人間の街を救え! Collapse                                        | 相馬和彦   | 長尾粛          | 長尾粛             | 小林冬至生         |
| 3月12日       | 10   | ベクタープライムの決断 Time                                     | まさきひろ | 浅見松雄        | 桝井剛             | 杉本光司           |
| 3月19日       | 11   | 魔獣惑星アニマトロス Search                                     | まさきひろ | 上原秀明        | 岡嶋国敏           | 高橋成世           |
| 3月26日       | 12   | 怪竜王フレイムコンボイ Deep                                     | 石川学     | 森本正木        | 鎌仲史陽           | 輿石暁             |
| 4月2日        | 13   | アトランティスの攻防 Ship                                       | 大和屋暁   | 高山功          | 高山功             | ファン・ヨン・シク |
| 4月9日        | 14   | グレートレース開始! Hero                                        | 相馬和彦   | 麦野アイス      | 中山敦史           | ソン・キルヨン     |
| 4月16日       | 15   | バドとホップの都会旅行 Race                                     | 阪口和久   | 長尾粛          | 長尾粛             | 井上善勝           |
| 4月23日       | 16   | 野獣転生!ライガージャック Detour                                | まさきひろ | みなみやすひろ  | 川崎満             | 崎山知明           |
| 4月30日       | 17   | リンクアップ!ライガーコンボイ Savage                            | まさきひろ | 浅見松雄        | 浅見松雄           | 杉本光司           |
| 5月7日        | 18   | 灼熱のデッドヒート Sand                                         | 阪口和久   | 森本正木        | 鎌仲史陽           | 興石暁             |
| 5月14日       | 19   | 栄光のプラネットカップ Champion                                 | 相馬和彦   | 川口敬一郎      | 川口敬一郎         | 鈴木雄大           |
| 5月21日       | 20   | オーロラの彼方の死闘 Ice                                        | 大和屋暁   | 高田淳          | 中山敦史           | RADIX              |
| 5月28日       | 21   | 戦え!ライガージャック Honor                                     | 石川学     | 麦野アイス      | 川崎満             | 崎山知明           |
| 6月4日        | 22   | ローリ、魔獣の星へ Primal                                       | 石川学     | 長尾粛          | 長尾粛             | 井上善勝           |
| 6月11日       | 23   | 決戦!アニマトロス Trust                                         | まさきひろ | 新留俊哉        | おゆなむ           | 永田正美           |
| 6月18日       | 24   | 怪物たちの復活 Trap                                             | 相馬和彦   | 濁川敦          | 濁川敦             | 杉本光司           |
| 6月25日       | 25   | 地球の守護神ライブコンボイ Invasion                             | 相馬和彦   | 森本正木        | 酒井恵             | 興石暁             |
| 7月2日        | 26   | 3つ目のプラネットフォース Retreat                               | まさきひろ | 川崎満 小野学   | 川崎満 小野学      | 土屋圭             |
| 7月9日        | 27   | 宇宙滅亡へのカウントダウン Revelation                           | まさきひろ | 高田淳          | 中山淳史           | RADIX              |
| 7月16日       | 28   | 転生!バンガードチーム Critical                                  | 杉原研二   | 浅見松雄        | 浅見松雄           | 崎山知明           |
| 7月23日       | 29   | 宇宙から来たスゴい奴 Assault                                    | まさきひろ | 長尾粛          | 長尾粛             | 井上善勝           |
| 7月30日       | 30   | 野望の王 邪心全開 Starscream                                    | まさきひろ | みなみやすひろ  | 林直孝             | 鈴木雄大           |
| 8月6日        | 31   | 高速機動合体ソニックコンボイ United                             | 大和屋暁   | 森本正木        | 鎌仲史陽 酒井恵    | 興石暁             |
| 8月13日       | 32   | 超絶変形!解放される力 Cybertron                                 | 石川学     | 濁川敦          | 濁川敦             | 杉本光司           |
| 8月20日       | 33   | よみがえった巨大神 Balance                                      | まさきひろ | 麦野アイス      | 川崎満             | 永田正美           |
| 8月27日       | 34   | 暗黒からの逆襲 Darkness                                         | 阪口和久   | 高田淳          | 中山敦史           | RADIX              |
| 9月3日        | 35   | アトランティスの迷路 Memory                                     | 相馬和彦   | 浅見松雄        | 中山敦史           | RADIX              |
| 9月10日       | 36   | それゆけ脱出大作戦 Escape                                       | 杉原研二   | 長尾粛          | 長尾粛             | 井上善勝           |
| 9月17日       | 37   | そして、旅立ちの時 Family                                       | 阪口和久   | 森本正木        | 林直孝             | 鈴木雄大           |
| 9月24日       | 38   | 激突!砕け散る野望 Titans                                        | 大和屋暁   | 小野学 瀬藤健嗣 | 酒井恵             | 興石暁             |
| 10月1日       | 39   | 超時空トンネル突破 Warp                                         | 石川学     | 濁川敦          | 浅見松雄           | 杉本光司           |
| 10月8日       | 40   | ギガロニアのメガロコンボイ Giant                                | まさきひろ | 永田正美        | 川崎満             | 永田正美           |
| 10月15日      | 41   | マスターガルバトロン降臨 Fury                                   | 杉原研二   | 川口敬一郎      | 川口敬一郎         | 鈴木雄大           |
| 10月22日      | 42   | 地下世界へGO!! City                                             | 相馬和彦   | 川口敬一郎      | 武山篤             | 土屋圭             |
| 10月29日      | 43   | 対決!ローリVSクロミア Ambush                                    | 大和屋暁   | 高岡淳一        | 中山敦史           | RADIX              |
| 11月5日       | 44   | プラネットXの秘密 Challenge                                     | 石川学     | 森本正木        | 酒井恵             | 興石暁             |
| 11月12日      | 45   | 大きな星の小さな町 Scourge                                      | 杉原研二   | 南康宏          | 浅見松雄           | 杉本光司           |
| 11月19日      | 46   | 最後のプラネットフォース Optimus                                | 阪口和久   | 林直孝          | 長尾粛             | 井上善勝           |
| 11月26日      | 47   | 大いなる野望の果て Showdown                                     | 大和屋暁   | 林直孝          | 林直孝             | 鈴木雄大           |
| 12月3日       | 48   | 永遠の時空監視者 Guardian                                       | まさきひろ | 川口敬一郎      | 瀬藤健嗣           | 鈴木雄大           |
| 12月10日      | 49   | サイバトロン大集結 Homecoming                                   | 相馬和彦   | 森本正木        | 工藤寛顕           | 小林利充           |
| 12月17日      | 50   | 終末の時、希望の光を End                                        | 杉原研二   | みなみやすひろ  | 武山篤             | 久嶋浩徳           |
| 12月24日      | 51   | ギャラクシーコンボイVSマスターガルバトロン 最終決戦! Unfinished | 大和屋暁   | 小野学          | 小野学             | 鈴木雄大           |
| 12月31日      | 52   | 新たなる旅立ち Beginning                                        | 石川学     | 角銅博之        | 川崎満             | 土屋圭             |

## 放送局
| 放送局           | 放送期間                | 放送日時                              | 備考       |
| ---------------- | ----------------------- | ------------------------------------- | ---------- |
| テレビ愛知       | 2005年1月8日 - 12月31日 | 土曜 8:00 - 8:30                      | 番組制作局 |
| テレビ北海道     | 2005年1月8日 - 12月31日 | 土曜 8:00 - 8:30                      | 同時ネット |
| テレビ東京       | 2005年1月8日 - 12月31日 | 土曜 8:00 - 8:30                      | 同時ネット |
| テレビ大阪       | 2005年1月8日 - 12月31日 | 土曜 8:00 - 8:30                      | 同時ネット |
| テレビせとうち   | 2005年1月8日 - 12月31日 | 土曜 8:00 - 8:30                      | 同時ネット |
| TVQ九州放送      | 2005年1月8日 - 12月31日 | 土曜 8:00 - 8:30                      | 同時ネット |
| 青森朝日放送     | - 2006年1月18日         | 水曜 16:00 - 16:30                    |            |
| 岩手朝日テレビ   | - 2006年2月5日          | 日曜 6:30 - 7:00                      |            |
| 東日本放送       |                         | 水曜 16:30 - 17:00                    |            |
| 福島中央テレビ   |                         | 火曜 16:00 - 16:27                    |            |
| テレビ新潟       | - 2006年1月23日         | 水曜 16:29 - 16:58 末期は水曜 16:21 - |            |
| 長野朝日放送     |                         | 日曜 6:30 - 7:00                      |            |
| テレビ静岡       |                         | 金曜 16:56 - 17:24                    |            |
| KBS京都          |                         | 土曜 11:30 - 11:59                    |            |
| 広島ホームテレビ |                         | 月曜 15:50 - 16:20                    |            |
| 愛媛朝日テレビ   |                         | 土曜 7:15 - 7:45                      |            |
| 長崎文化放送     |                         | 土曜 7:00 - 7:30                      |            |
| 熊本朝日放送     |                         | 日曜 6:30 - 7:00                      |            |
| 鹿児島読売テレビ | - 2006年1月30日         | 月曜 15:55 - 16:25                    |            |

## 映像ソフト
ビクターエンタテインメント（現・JVCケンウッド・ビクターエンタテインメント）より発売。各4話収録。全13巻。
限定版にはオリジナル玩具が同梱しており、第1巻はエクシリオンレッドバージョン、第9巻はクロミアホワイトバージョン、第13巻（最終巻）はノイズメイズ量産型バージョンが同梱された。
レンタル版は各2話収録。全26巻。
2016年7月22日に全話収録のDVD-SET（9枚組）がNBCユニバーサル・エンターテイメントジャパンより発売。
本作品はVHSビデオが出された最後の作品となり、以降の作品はDVDに完全移行した。

## 玩具展開
大半はキャラクターカードが付属し、ギャラクシーコンボイファイルという解説が付いている。

### サイバトロン
GC-01 ギャラクシーコンボイ
2004年12月28日発売。（アルマダ）コンボイ、グランドコンボイと同じく、スーパーモードに合体するが、商品名にスーパーモードは付かない。海外版はフォースチップの周囲が金色で塗装されていない、ローラーショットの一部が未塗装といった違いがある。
GC-02 エクシリオン
2004年12月28日発売。
GC-03 ベクタープライム
2004年12月28日発売。パートナーマイクロンのルーツが付属。日本版は成形色が劇中に近く灰色だが、海外版は白色。
GC-04 ドレッドロック
2004年12月28日発売。
GC-05 ジャックショット
2004年12月28日発売。
GC-06 バックパック
2004年12月28日発売。
GC-07 マイクロンチーム
2004年12月28日発売。ホップ、ブリット、バンパーの3体セット。
GC-08 オートマイクロン
2004年12月28日発売。スロー、シアーナ、ガゼンダの3体セット。
GC-09 ガードシェル
2005年1月20日発売。
GC-10 ニトロコンボイ
2005年2月10日発売。海外版は顔が赤めになっている。
GC-11 ファストエイド
2005年2月10日発売。
GC-12 スキッズ
2005年2月10日発売。海外版はマフラートンファーが銀色で塗装されている。
GC-13 オートランダー
2005年2月10日発売。海外版は成型色が茶色に近い。
GC-14 ファングウルフ
2005年3月17日発売。海外版は爪が未塗装で劇中に近い。
GC-15 サイドス
2005年4月14日発売。日本版の塗装は劇中に近いが、海外版は大きく異なる。
GC-16 ライガージャック
2005年4月14日発売。劇中で再現したライガーコンボイのハンドパーツは付属しない（ダークライガージャックも同様）が、漫画版ではこのデザインになっている。日本版は髪が金色だが、海外版は茶色。
GC-17 オートボルト
2005年6月9日発売。
GC-18 ライブコンボイ
2005年6月23日発売。
GC-19 エクシゲイザー
2005年7月14日発売。
GC-20 バックギルド
2005年7月14日発売。海外版はクラスターランチャーの部分が金色で塗装されていない。
GC-21 ファストガンナー
2005年7月14日発売。
GC-22 ソニックボンバー
2005年7月28日発売。日本版は機種の塗装が劇中に近く、胸やソードにメッキが使用されている。
GC-23 メガロコンボイ
2005年9月発売。EZコレクション ギャラクシーコンボイ（メタリックカラー）、パートナーマイクロンのホリブルが付属。海外版は肩等の色が日本版より濃い。

### デストロン
GD-01 マスターメガトロン
2004年12月28日発売。多くのキャラクターと異なり、彼は海外版の方が劇中に色が似ている（鼻、グリーンの箇所、軟質素材の濃さなど）。
GD-02 サンダークラッカー
2004年12月28日発売。海外版と日本版ではミサイルなど軟質素材が異なる他、海外版はデストロンマークが左腕にプリントされている。
GD-03 スタースクリーム
2004年12月28日発売。日本版の塗装は劇中に近いが、海外版は赤寄りと劇中と異なり、ベクタープライムとのセット販売のみである。
GD-04 ランドバレット
2004年12月28日発売。海外版はデストロンマークが背中にプリントされている。
GD-05 ガスケット
2005年1月20日発売。海外版はフォースチップの周囲が銀色で塗装されていない。
GD-06 インチアップ
2005年2月10日発売。海外版はデストロンマークが胸元にプリントされている。
GD-07 フレイムコンボイ
2005年3月17日発売。
GD-08 ダイノシャウト
2005年3月17日発売。
GD-09 デモリッシャー
2005年3月17日発売。ブレードが海外版は軟質パーツだが、日本版はプラスチックになっている。塗装面は日本版の方が劇中に近いが、成形色は海外版の方が近い。劇中で所持していた銃は付属しない。
GD-10 テラシェーバー
2005年4月14日発売。
GD-11 クロミア
2005年7月14日発売。
GD-12 ロードストーム
2005年7月14日発売。海外版はデストロンマークがナンバープレートにプリントされている。
GD-13 ランブル（赤、青、黄の3色が発売）
2005年7月28日発売。商品は3色存在するがキャラクターカードは3色3体のランブルが描かれた1種類のみが各色に付属する。青は日本限定。
GD-14 マスターガルバトロン
キャラクターカードは付属しない（ギャラクシーコンボイファイルは公式サイトの紹介ページにて存在した）。銀色の塗装はメッキではなく、携帯電話のガワなどに使用された塗装方法が用いられている。海外版は日本版より軟質素材が硬く、首元など日本版では黄色い個所が銅色になっている。他のキャラクターのパッケージとは色合いが異なる。

### 対決セット
2005年2月下旬発売。
GS-01 バズソーvsブラー
デストロンのバズソーとサイバトロンのブラーの対決セット。
GS-02 ラナバウトvsロングラック
デストロンのラナバウトとサイバトロンのロングラックの対決セット。

### プラネットX
GX-01 ノイズメイズ
2005年3月発売。日本版はウイングハルバードにメッキが塗装されている。
GX-02 サウンドウェーブ
2005年9月22日発売。海外版は日本版より成形色や塗装色が淡い。海外版はクリアパーツの色が劇中に近く薄紫色だが、ウイングの塗装は日本版の方が劇中に近い。
GX-03 サウンドブラスター
終了後にトイズドリーム限定発売されたサウンドウェーブの色替え。付属しているヘキサゴンはヘルバズソー。名称、カラーリングは『ザ☆ヘッドマスターズ』に登場した同名のキャラクターをイメージしたものとなっている。「フィギュア王」の連載小説『ビーストウォーズリボーン』に登場した。玩具ではプラネットXのフォースチップが付属（劇中ではベクタープライムのものに似ている）。キャラクターカードは付属しない。彼と海外版のサウンドウェーブは、胸パーツの形状がGX-02と異なり劇中に近い。

### トイザらス限定
EX-01 ダークライガージャック
トイザらス限定販売。キャラクターカードは付属しない。
EX-02 ソニックコンボイ
トイザらス限定販売。ギャラクシーコンボイクリアバージョン、ソニックボンバーファイヤーバージョン、コビーランブル（コビー専用ランブル）のセット。キャラクターカードは付属しない。コビー専用ランブル以外の2体はこのカラーで劇中に登場しない。コビーランブルは海外では未発売。

### USAエディション
スタースクリーム
2005年8月11日にトイザらスにて限定販売。スーパースタースクリームに該当する。劇中でビークルモード時に付属していたスターショットはGD-03 スタースクリームと異なり付属しない。海外版より日本版はブレードやウイングなど軟質素材が柔らかい。
ブレンダル
e-HOBBYにて限定販売。パートナーマイクロンのキリブルが付属。フォースチップの色はメガロコンボイとモールダイブより薄い。
モールダイブ
e-HOBBYにて限定販売。パートナーマイクロンのブルブルが付属。
プライマス
e-HOBBYにて限定販売（海外版のプライマスの初期出荷分と中身は同じ）。ユニクロンヘッドが付属。

### テレビマガジン限定スペシャル誌上オーダー
括弧内はオーダーされた号を示す。
ダークニトロコンボイ（2005年10月号）
ニトロコンボイの色替え。先着限定数2,000個。
EZコレクションクリアセット（2005年11月号）
EZコレクションギャラクシーコンボイ、マスターメガトロン、スタースクリームクリアバージョンのセット。先着限定数3,000個。

### EZコレクション
海外版レジェンズクラスのパッケージに日本語版シールを貼った商品。
ギャラクシーコンボイ
コンテナは付いてないので、スーパーモードにはなれない。
マスターメガトロン
フライトモードにはなれない。
スタースクリーム

### 日本限定品
アニメ未登場（一部を除く）、かつ正規販売されなかった玩具。
エクシリオンDVD限定レッドバージョン
DVD第1巻の初回特典として付属。エクシリオンのリペイント。海外の赤いエクシリオン（エクセリオン）とはカラーパターンが異なる。500個限定。
クロミアDVD限定ホワイトバージョン
DVD第9巻の初回特典として付属。クロミアのリペイント。『マスターフォース』のミネルバをイメージしたカラーリングになっているが、プリントされているエンブレムはデストロンのままになっている。500個限定。
ノイズメイズDVD限定量産型バージョン
DVD第13巻（最終巻）の初回特典として付属。ノイズメイズのリペイント。エクシリオンとクロミアのDVD限定バージョンは劇中未登場だが、劇中の第43話のギガロニアの記録映像及び第44話の回想でギガロニアを攻撃するシーンに登場したものをモチーフに色が塗り替えられている。全体的には近いが、細部の色（赤い塗装など）は劇中の色と異なる。フォースチップの裏面に海外版のノイズメイズと同じコードが描かれている。500個限定。
プラティナムマイクロン / Noble Force Team
マイクロンチームのリペイント。ライガージャックをイメージしたカラーリング。
プラティナムファクター / Solar Flare（ホップ）、プラティナムエレメント / Hydroplane（ブリット）、プラティナムマテリアル / Rockslide（バンパー）の3体。
全国のトイザらスで一部の関連商品を購入した人に、時期ごとで一体ずつ無料配布された限定品で、2005年4月28日からプラティナムファクターがライガージャック購入者に、7月28日からプラティナムエレメントがソニックボンバー購入者に、9月29日からプラティナムマテリアルがメガロコンボイ購入者に無料配布された。金色やクリアが基調とされた。アニメには未登場だが、プラティナムファクターは、第33話でホップがプライマスに憑依され光り輝く姿のイメージと似ている。
ヘルフレイムマイクロン / Hellflame Mini-Con Team
『マイクロン伝説』の「エマージェンシーマイクロン」の一部を改修し、リペイント。フレイムコンボイをイメージしたカラーリング。
ヘルフレイムクェーサー / Quasar（プロール）、ヘルフレイムグラビトン / Graviton（ドラフト）、ヘルフレイムバルジ / Bulge（ツイスト）の3体。
各店舗で一部の関連商品を購入した人に、時期ごとで一体ずつ無料配布された限定品で、2005年3月17日からヘルフレイムクェーサーがイトーヨーカドーとエスパにて、ヘルフレイムグラビトンがジャスコにてフレイムコンボイ購入者に、6月23日からヘルフレイムバルジがトランスフォーマーステーションにて無料配布された。
武器として持たせられるように、5ミリのジョイントが追加されている。
ホワイトヘルフレイムマイクロン
色を真っ白くリペイントされたヘルフレイムマイクロン。
ヘルフレイムクェーサー ホワイトバージョン（プロール）、ヘルフレイムグラビトン ホワイトバージョン（ドラフト）、ヘルフレイムバルジ ホワイトバージョン（ツイスト）の3体。
2005年4月28日から全国のジャスコで一部の関連商品を購入した人に、時期ごとで一体ずつ無料配布された限定品で、ヘルフレイムクェーサー ホワイトバージョンはギャラクシーコンボイ購入者に、ヘルフレイムグラビトン ホワイトバージョンはハイブリッドスタイルギャラクシーコンボイ購入者に、ヘルフレイムバルジ ホワイトバージョンはライガージャック購入者に無料配布された。この限定マイクロンは、パッケージにセロテープで貼り付けられて陳列されていた。
キャリバーマイクロン / Caliber Mini-Con Team
『マイクロン伝説』の「エアミリタリーマイクロン」のリペイント。ソニックボンバーをイメージしたカラーリング。
キャリバーヒャクライ / Hyakurai（グライド）、キャリバーイチビ / Ichibi（フレイム）、キャリバームゲン / Mugen（リーコン）の3体。
キャリバーイチビはイトーヨーカドー、ハローマックで、キャリバームゲンはジョーシンで、キャリバーヒャクライはイトーヨーカドー、トランスフォーマーステーション契約店で2005年7月28日から無料配布された。
メガロマイクロン / Steel Reinforcement Team
『マイクロン伝説』の「デストラクションマイクロン」のリペイント。メガロコンボイをイメージしたカラーリング。
メガログリットビット / Rock Krusher（クラッシュ）、メガロザップマップ / Repeater（ダスター）、メガロジグザグ / Saw Boss（ホイール）の3体。
2005年9月29日からメガログリットビットがハローマックで、メガロザップマップがジョーシンで、10月1日からメガロジグザグがトランスフォーマーステーション契約店で無料配布された。
ガスケットポリスタイプ
ガスケットのリペイント。設定は存在しないが、「フィギュア王」などの雑誌ではガスケットが更生したとして一応サイバトロン扱いとなっている。2005年10月7日から全国のトイザらスで関連商品を4,000円以上購入した人に無料配布された限定品。
ファングウルフ ブラックバージョン
トイズドリーム限定発売。ファングウルフのリペイント。
フレイムコンボイ・スカイリンクスバージョン
テレビマガジン2005年6月号の懸賞の限定品。フレイムコンボイのリペイント。その名の通り初代シリーズに登場するスカイリンクスをイメージしたカラーリングになっている。
EZコレクション 破壊大帝 マスターガルバトロン
電撃HOBBY MAGAZINE 2005年11月号付録。マスターメガトロンのリペイント。専用パッケージも付属する。

### 限定フォースチップ
謎のフォースチップ
2004年12月28日から全国の玩具店で開催された「謎のフォースチップを手に入れろ！キャンペーン！！」の景品で、関連商品どれでも1個購入で配布された。製品は惑星アニマトロスのフォースチップのリペイントしたもの。
セイバートロン フォースチップ メタリックレッドver.
2005年4月21日からビクターエンタテインメントから発売されたサウンドパック1の付属アイテムとして登場した限定フォースチップで、セイバートロン星（サイバトロン）タイプをメタリックレッドにリペイントしたもの。
謎のフォースチップ　レッドバージョン
2005年3月17日から5月31日までの応募期間で実施された応募キャンペーン「謎の新コンボイを手に入れろ！！キャンペーン」の中の「イグニッション賞」景品として860名にプレゼントされた。製品は地球のフォースチップをメタリックレッドにリペイントしたもの。

### 食玩
いずれもカバヤ食品から販売された。
マイクロンギャラクシー
2005年4月上旬から発売。ホップの顔がGC-07より劇中に近くなった。
1 ホップ
2 バンパー
3 ブリット
4 ルーツ
ハイパーギャラクシー
2005年5月下旬から発売。
1ギャラクシーコンボイ
2 マスターメガトロン
3 ギャラクシーコンボイ スーパーモード
ブロックフォーマー
2005年9月20日から発売。
1 ギャラクシーコンボイ
さらに、おまけパーツと合体してスーパーモードに、ライガージャックとリンクアップ（合体）してライガーコンボイになる。
2 ライガージャック
3 ニトロコンボイ
4 フレイムコンボイ
5 ライブコンボイ
チェンジギャラクシー
2005年10月11日から発売。
1 ギャラクシーコンボイ
さらに、ライガージャックと合体してライガーコンボイに、ソニックボンバーと合体してソニックコンボイに、そして、ライガージャックとソニックボンバーとリンクアップ（合体）してソニックライガーコンボイになる。なお、ソニックライガーコンボイはここでしか合体できない（通常の玩具では合体できない）。
2 ライガージャック
3 ソニックボンバー

### 海外
アニメ未登場（アームバレットは除く）、かつ国内正規販売の無かった玩具。

#### Cybertron / セイバートロン星
コンボイ / Optimus Prime
『マイクロン伝説』のSTD（スタンダード）版コンボイのリペイント。日本ではe-HOBBY SHOP限定発売。
ギャラクシーフォース・オプティマスプライム / Galaxy Force Optimus Prime
ギャラクシーコンボイのリペイント。
ギャラクシーフォース・ベクタープライム / Galaxy Force Vector Prime
ベクタープライムのリペイント。
シャドウレコンチーム / Shadow Recon Mini-Con Team
バンパー、ブリット、ルーツのリペイント。各キャラの海外版での名称は同じ。

#### Speed Planet / スピーディア
アームバレット / Dark Crumplezone
ランドバレットの仕様変更品および劇中登場キャラクター。スーパースタースクリーム、ブレンダル、モールダイブと異なり、トイザらスおよびe-HOBBYどちらも販売されていない。
スウェーブ / Swerve
スキッズのリペイント。所属はサイバトロン。
エクセリオン / Excellion
エクシリオンのロディマスカラー版。所属はサイバトロン。エクシリオン・レッドバージョンとは細部が異なる。
オーバーライドGTS / Override GTS
ニトロコンボイのリペイント。所属はサイバトロン。
ランサックGTS / Ransack GTS
ガスケットのリペイント。所属はデストロン。

#### Jungle Planet / アニマトロス
リパグナス / Repugnus
ダイノシャウトのリペイント。所属はサイバトロン。旧シリーズの同名キャラに近い配色になっている。
オプティマスプライム / Optimus Prime
『TRANSFORMERS BEAST WARS 10th Anniversary』のオプティマスプライムの塗装変更品。
ダークスコルポノック / Dark Scorponok
『スーパーリンク』のメガザラックの塗装変更品。イグニッションギミック対応に仕様変更。所属はデストロン。
レックルース / Wreckloose
トカゲに変形する。所属はデストロン。
クライオスカージ / Cryo Scourge
フレイムコンボイのリペイント。所属はデストロン。『RID（海外版カーロボット）』で販売されたキャラクター・クライオテック風にリペイントされている。
メガトロン / Megatron
『TRANSFORMERS BEAST WARS 10th Anniversary』で発売されたメガトロンの色替え。

#### Earth Planet / 地球
ダウンシフト / Downshift
クラシックカーに変形する。所属はサイバトロン。
アーマーハイド / Armorhide
クレーントラックに変形する。所属はサイバトロン。
ハイテイル / Hightail
ロードストームのリペイント。所属はサイバトロン。
ハードトップ / Hardtop
コンバットバギーに変形する。所属はデストロン。日本ではe-HOBBY SHOP限定発売。
ブラッシュガード / Brushguard
ジャックショットのリペイント。所属はデストロン。
スウィンドル / Swindle
ハードトップのリペイント。所属はデストロン。
ショートラウンド / Shortround
ホバークラフトに変形する。所属はデストロン。
スカイワープ / Skywarp
サンダークラッカーのリペイント。所属はデストロン。
キャノンボール / Cannonball
ファストエイドのリペイント。所属はデストロンで、宇宙海賊という設定。
スカイシャドウ / Sky Shadow
ドレッドロックのリペイント。所属はデストロン。

#### GiantPlanet / ギガロニア
ジャイアントプラネット・ミニコンチーム / Giant Planet Mini-Con Team
潜水艦に変形するディープダイブ / Deep Dive、クレーン車に変形するロングアーム / Longarm、戦闘機に変形するオーバーキャスト / Overcastの3人で幾分スケールが大きめな新造マイクロンチーム。所属はデストロン。

#### Planet X / プラネットX
ユニクロン / Unicron
未来風戦車に変形する。サイズはDeluxeクラス（2,000円ライン）。
オプティマス・プライム&ウルトラマグナス
『カーロボット』のスーパーファイヤーコンボイとゴッドマグナスのリペイントのセット。色以外の仕様は全く同じである。

#### マイクロン / Mini-Con： 2-Pack
サイバトロン、デストロン所属のマイクロン2体セット。カッコ内は元になったマイクロン。
- 第一弾：元は「ランドミリタリー」、「エアミリタリー」。
  - サンダーブラスト / Thunderblast（ボム）VSスカイリンクス / Sky Lynx（グライド）
  - スチームハンマー / Steamhammer（クラック）VSレーザークロー / Razorclaw（フレイム）
  - タンカー / Tankor（ショット）VSショックウェーブ / Shockwave（リーコン）
- 第二弾：Strike Mini-Con TeamVSExploration Mini-Con Team。元は「アドベンチャー」、「デストラクション」。
  - スカッターブレイン / Scattorbrain（クラッシュ）VSモノクル / Monocle（ジャンク）
  - ペイロード / Payload（ウインチ）VSAscentor（ダスター）
  - コブシ / Kobushi（スパイク）VSランドスライド / Landslide（ホイール）
- 第三弾：Sky Terror Mini-Con TeamVSCybertron SWAT Mini-Con Team。元は「エマージェンシー」、「エネルゴンセイバー」。
  - Scythe（ツイスト）VSラムジェット / Ramjet（ビーム）
  - チェックポイント / Checkpoint（プロール）VSサンストーム / Sunstorm（レーザー）
  - アンチブレイズ / Anti-Blaze（ドラフト）VSスラスト / Thrust（パルス）
- 第四弾：Street Action Mini-Con Team：PerceptorVSDeep Space Mini-Con Team：Umbral Blaster。元は「クリフジャンパー」、「スペースマイクロン」。
  - シュアショック / Sureshock（チャージ）VSバックブラスト / Backblast（アポロ）
  - ハイワイヤー / High Wire（ホッパー）VSブラストチャージ / Blastcharge（ムーブ）
  - グリンダー / Grindor（ランウェイ）VSスクラップアイアン / Scrap Iron（ミール）

## 漫画版
岩本佳浩によるコミカライズ。『コミックボンボン』2005年2月号から10月号まで掲載。
単行本は第1巻が2005年8月5日に発売されたが、第7話から最終話（第9話）は収録されていない。2025年8月には作品の20周年に合わせて、最終話まで収録し加筆修正を行った新装版が発売。